# Toronto
Toronto (pronunciación en inglés: /tʲəˈɹɑntʲoʊ/ (escucharⓘ), localmente /tʲəˈɹɑnoʊ/, /ˈtʲɹɑnoʊ/) es la capital de la provincia de Ontario y, con una población de 2 794 356 de habitantes la ciudad más grande y más poblada de Canadá, además del centro financiero de dicho país. Su área metropolitana suma más de 6 202 225 habitantes en total.
Localizada en la orilla noroeste del lago Ontario, es la quinta ciudad más grande de Norteamérica. Toronto se encuentra en el corazón del área metropolitana de Toronto (Greater Toronto Area en inglés y abreviado como GTA), la mayor área metropolitana de Canadá, y es parte de una región densamente poblada en el centro-sur de Ontario conocida como Golden Horseshoe (Herradura Dorada), donde residen ocho millones de habitantes.
Al ser la capital económica de Canadá, Toronto es considerada una ciudad global y una de las principales ciudades financieras del mundo. Lidera los sectores económicos de finanzas, servicios empresariales, telecomunicaciones, transporte, medios de comunicación, arte, cine, investigación médica, educación, y turismo de Canadá.
Toronto es famosa por la Torre CN, con 553 metros de altura. La ciudad se considera el centro de la cultura canadiense anglófona y es la anfitriona de muchas celebraciones nacionales.
La población de Toronto es cosmopolita, y es un importante destino para muchos inmigrantes a Canadá. Toronto es la mayor ciudad del mundo en porcentaje de residentes no nacidos en el propio país; sobre un 49 % de los habitantes de la ciudad no ha nacido en Canadá. Debido al bajo índice de criminalidad, el cuidado medio ambiente y el alto nivel de vida, Toronto es considerada con asiduidad una de las ciudades mejor habitables del mundo. Además, en 2006 fue clasificada como la ciudad más cara de Canadá. Los nacidos en Toronto reciben el gentilicio de torontonianos.
En enero de 2005, Toronto fue escogida por el gobierno canadiense como una de las capitales culturales de Canadá. Toronto posee una de las mejores calidades de vida de América del Norte, y es considerada por muchos como una de las mejores metrópolis del mundo para vivir. Es una de las ciudades más seguras de América —su tasa de criminalidad es menor que la de cualquier gran ciudad del continente, y una de las menores de Canadá.
En la ciudad vecina de Mississauga está el Aeropuerto Internacional Toronto Pearson. Además, en 'las islas de Toronto' dentro de la ciudad está el Billy Bishop Toronto City Airport, que es más pequeño.
Según estimaciones de 2024, la población de la ciudad de Toronto alcanzó los 2 832 718 habitantes, mientras que la Área Metropolitana (CMA) superó los 7,1 millones en julio de 2024, con un crecimiento anual del 3,9 %, uno de los más rápidos en Norteamérica

## Etimología
El origen y el significado de la palabra «Toronto» sigue siendo objeto de debate. La definición más común de la palabra dice que proviene de la palabra hurona toran-ten, que significa 'lugar de encuentro'. Sin embargo, otros creen que el término en cuestión viene de la palabra mohawk tkaronto, que significa 'donde los árboles se yerguen sobre el agua', en referencia a las aguas del norte del actual lago Simcoe —en aquella época, los mohawk llamaban a este lago «lago Taronto»—. Este litoral estaba conectado al litoral del lago Ontario por una carretera que llevaba hasta el río Humber y su desembocadura en el lago Ontario. A medida en que la carretera se usaba cada vez más, también lo hacía el término "Toronto", pasando a usarse también para designar a un puesto comercial francés próximo a la desembocadura del río Humber. Parte de esta confusión se le puede atribuir a la sucesión de pueblos indígenas que vivieron en la zona a lo largo del siglo XVIII, que eran tribus algonquinas o iroquesas —con la notable excepción de los mississaugas, parte de los chippewa (que son el origen del nombre de la segunda mayor ciudad del área metropolitana de Toronto, Mississauga, localizada inmediatamente al oeste de Toronto)—.
Hasta el inicio de la colonización británica, no existían asentamientos permanentes en la región, aunque tanto los nativos como los franceses intentaron instalar asentamientos permanentes, que incluían la construcción de un pequeño fuerte próximo a la desembocadura del río Humber, actualmente enterrado bajo el suelo, donde se localiza la Canadian National Exhibition. Los británicos construyeron un fuerte y un asentamiento que llamaron "York". En 1834 bautizaron oficialmente a la ciudad como "Toronto".

## Historia

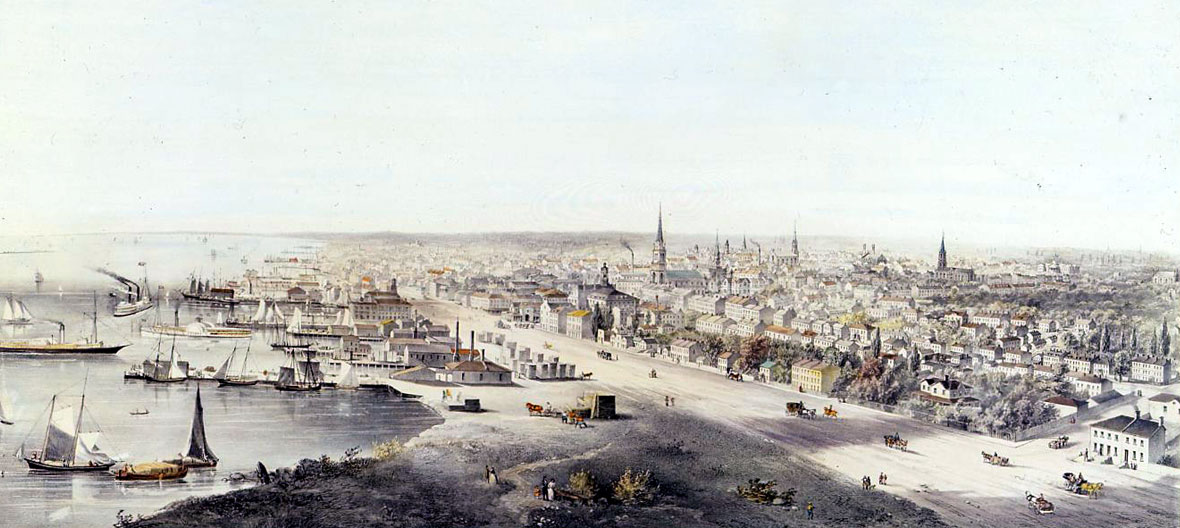
Vista de Toronto desde Front Street en 1854.

Los primeros europeos en explorar la región en la que actualmente se asienta Toronto fueron los franceses. De hecho, comerciantes franceses fundaron Fort Rouillé en 1750, pero lo abandonaron en 1759. Durante la Guerra de Independencia de los Estados Unidos, la región recibió una afluencia de colonos británicos leales al Imperio británico que escapaban a tierras sin colonizar al norte del lago Ontario. Gracias a su puerto natural protegido, el asentamiento sirvió de base naval británica. En 1787, los británicos negociaron en Toronto la compra de Mississauga con un nuevo crédito, a fin de garantizar más de 1000 km² en el área de Toronto.
En 1793, John Graves Simcoe estableció en la ciudad de York el actual asentamiento después de ser nombrado gobernador por el príncipe Federico, duque de York y Albany. Simcoe eligió la ciudad para sustituir a Newark como capital del Alto Canadá, creyendo que la nueva ubicación sería menos vulnerable a los ataques de los estadounidenses. Fort York se construyó en la entrada del puerto natural de la ciudad, protegido por una larga franja de arena.

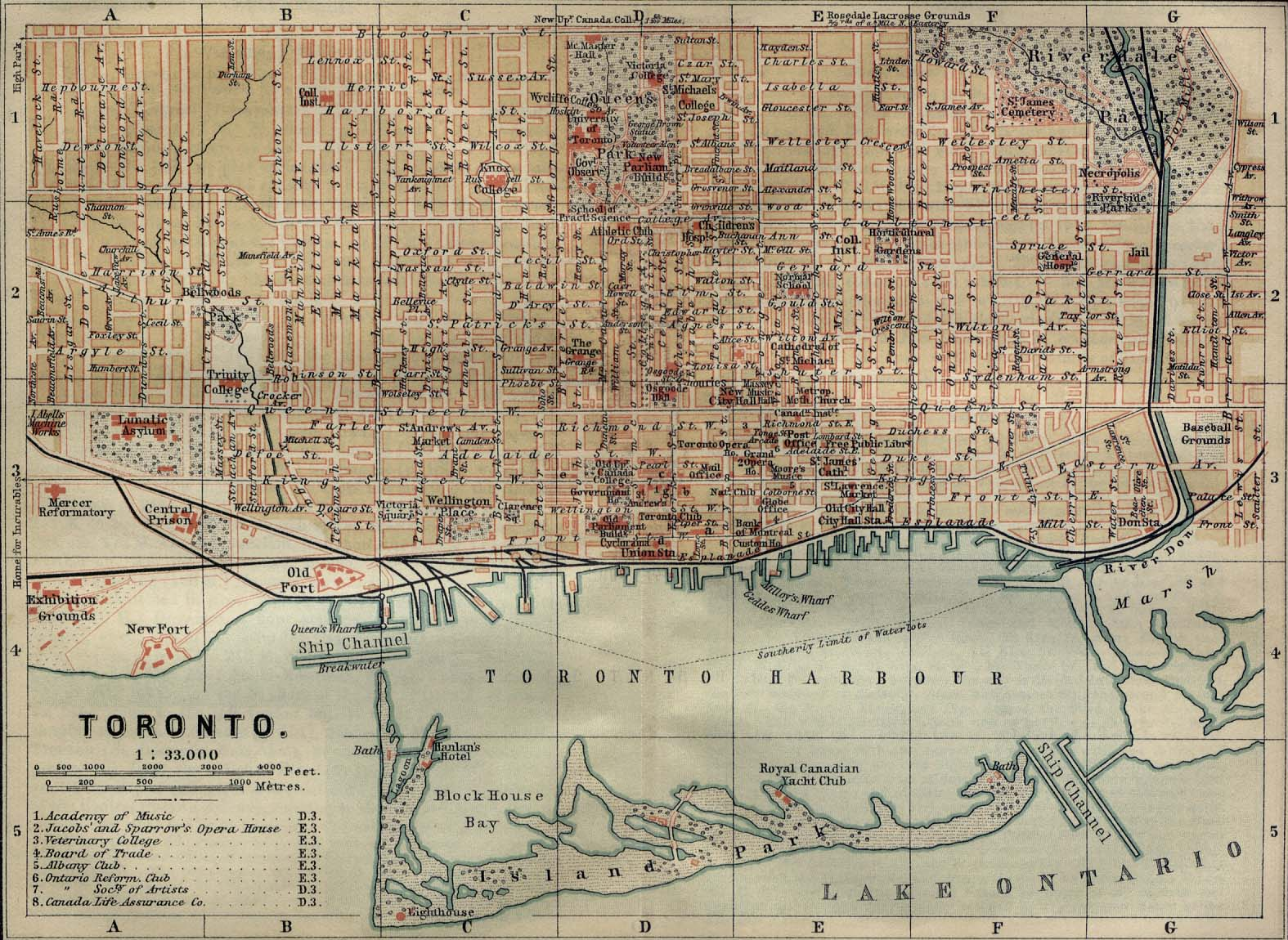
Plano de Toronto, 1894.

En 1813, como parte de la guerra de 1812, la Batalla de York se saldó con la captura de la ciudad y el saqueo de esta por parte de las fuerzas estadounidenses. La entrega de la ciudad fue negociada por John Strachan. Los soldados estadounidenses destruyeron gran parte de Fort York y prendieron fuego a los edificios del parlamento durante los cinco días de la ocupación.
York fue incorporada a la ciudad de Toronto el 6 de marzo de 1834, volviendo a ser nombrada con su nombre nativo original. La población entonces era de 9000 habitantes, pero se excluyó del censo a los esclavos afroamericanos, a pesar de que la esclavitud fue abolida en el Alto Canadá en 1834. El político reformista William Lyon Mackenzie se convirtió en el primer alcalde de Toronto, y fracasó en el intento de rebelión que se produjo en 1837 por parte del Alto Canadá contra el gobierno colonial británico. La ciudad creció rápidamente durante el resto del siglo XIX como un importante destino de los inmigrantes que llegaban a Canadá. La primera gran afluencia de población se produjo con la Gran Hambruna irlandesa entre 1846 y 1849, lo que llevó a un gran número de la diáspora irlandesa a la ciudad, algunos de ellos transitorios y la mayoría de ellos católicos. Para 1851, la población de origen irlandés se había convertido en el mayor grupo étnico de la ciudad. Un número menor de inmigrantes irlandeses protestantes fueron recibidos por la población escocesa e inglesa, dando lugar a la Orden de Orange de Toronto que contaba con una notable influencia en la sociedad.
Toronto fue, durante dos breves períodos, la capital de la Provincia de Canadá: desde 1849 a 1852, a raíz de los disturbios en Montreal, y posteriormente desde 1856 a 1858. Fue sustituida por Quebec, que se convirtió en la capital hasta 1866 (un año antes de la Confederación); desde esta última fecha, la capital es Ottawa. Tal como lo había sido en el Alto Canadá desde 1793, Toronto se convirtió en la capital de la provincia de Ontario después de su creación oficial en 1867. Debido a su condición de capital, la ciudad fue también la ubicación de la Casa de Gobierno y la residencia del virrey, representante de la Corona.

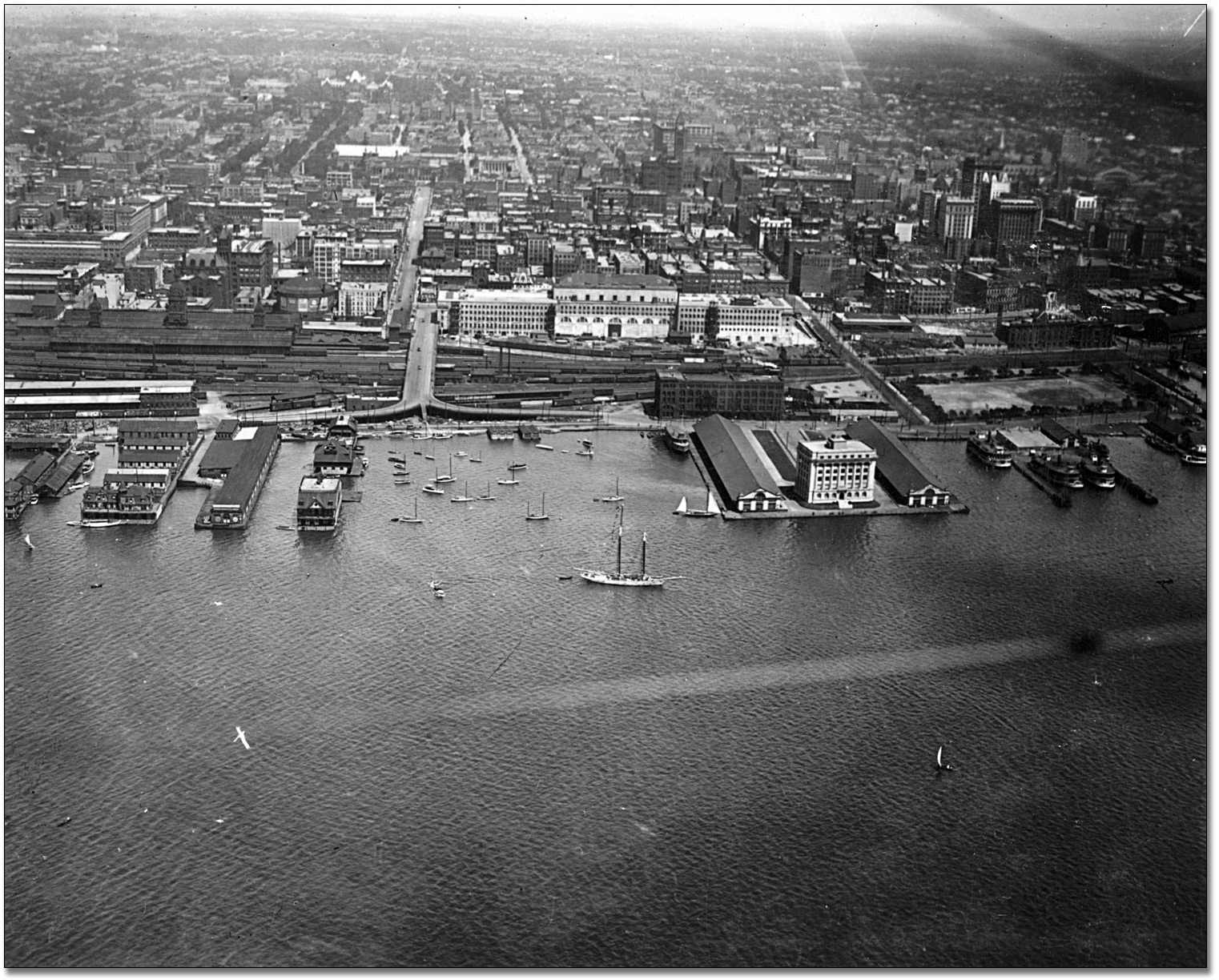
Puerto de Toronto, 1919. En primer plano está la sede de la Comisión del Puerto al final de un muelle, que hoy en día se encuentra a unos 500 m del puerto. Union Station también puede verse en construcción.

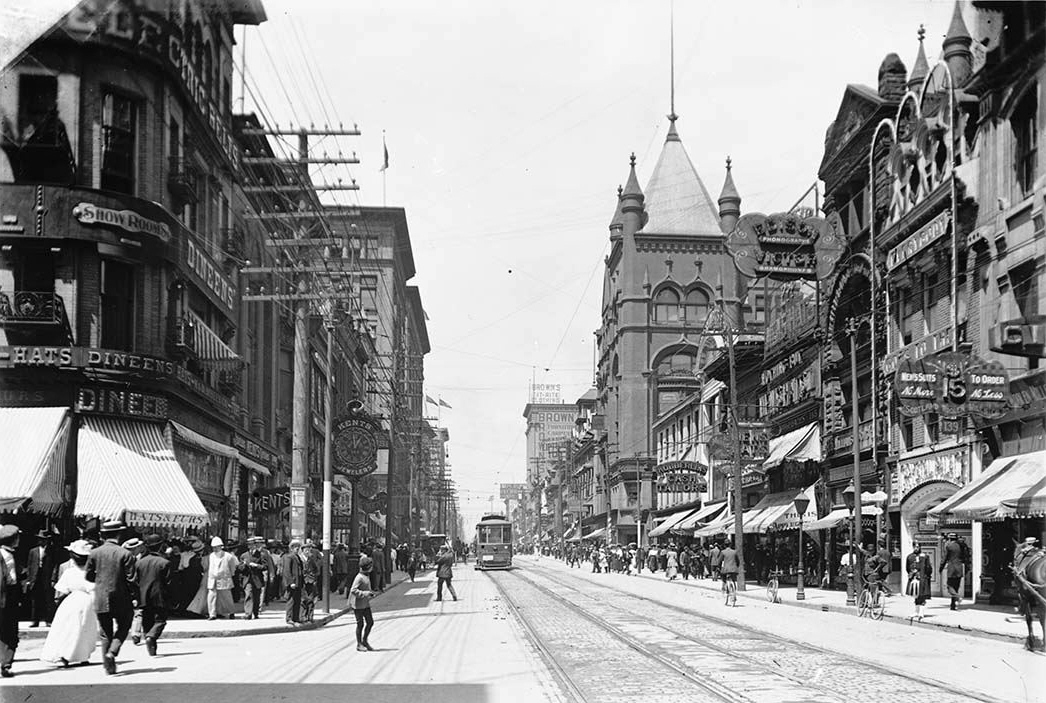
Vista de la Yonge Street en 1903.

En el siglo XIX, se construyó una extensa red de saneamiento y se iluminaron las calles con gas con un servicio regular. Se construyeron líneas de ferrocarril de larga distancia, incluyendo una ruta terminada en 1854 que unía la ciudad con los Grandes Lagos. Las compañías de ferrocarril Grand Trunk Railway y Great Northern Railway se unieron en la construcción de la primera estación de ferrocarril. La llegada del ferrocarril aumentó drásticamente el comercio y el número de inmigrantes que llegaron y, al estar a orillas del lago Ontario, permitió a Toronto convertirse en un punto neurálgico del comercio desarrollado en el interior del continente americano. Unas calesas tiradas por caballos dieron paso a los tranvías eléctricos en 1891, cuando la ciudad concedió el funcionamiento del tránsito a la franquicia Toronto Railway Company. El sistema de transporte público pasó a ser propiedad de la Toronto Transit Commission en 1921 y sigue en la actualidad en su propiedad, además de las líneas de autobuses, tranvías y metro. El sistema de transporte público de la ciudad es el tercero con mayor uso en América del Norte, solo por detrás de los de Nueva York y Ciudad de México.
El Gran Incendio de Toronto de 1904 destruyó una gran parte del centro de la ciudad, pero esta fue rápidamente reconstruida. El fuego provocó daños valorados en más de 10 millones de dólares y dio lugar a las más estrictas leyes de seguridad contra incendios; debido a esto, también se aumentó el departamento de bomberos de la ciudad.
La ciudad recibió nuevos grupos de inmigrantes desde finales del siglo XIX hasta principios del siglo XX, sobre todo alemanes, italianos y judíos de diversas partes de Europa oriental. Estos fueron pronto seguidos de los chinos, los rusos, los polacos y los inmigrantes de otras naciones de Europa oriental. Como los irlandeses antes que ellos, muchos de estos nuevos inmigrantes se instalaron hacinados en tugurios, como el ward, que se localizaba en la calle Bay Street, que actualmente es el centro financiero del país. A pesar de su rápido crecimiento en la década de 1920, la población de Toronto y su importancia económica en Canadá se mantuvo en segundo lugar mucho tiempo, por detrás de Montreal. Sin embargo, en 1934 la Bolsa de Valores de Toronto (Toronto Stock Exchange) se convirtió en la más grande del país.
Después de la Segunda Guerra Mundial, llegaron a la ciudad refugiados europeos y chinos sin medios económicos, al igual que un buen número de trabajadores de la construcción, sobre todo italianos y portugueses. Tras la eliminación de las políticas de inmigración por motivos de raza a finales de la década de 1960, llegaron inmigrantes de todas partes del mundo. La población creció en más de un millón de habitantes en 1951 cuando se inició en gran escala la suburbanización, y se duplicó a dos millones en 1971. En la década de 1980, había superado a Montreal como la ciudad más poblada y principal centro económico de Canadá. Durante este tiempo, en parte debido a la incertidumbre política planteada por el resurgimiento de la soberanía de Quebec[cita requerida], muchas empresas nacionales y multinacionales trasladaron su sede social desde Montreal a Toronto y a otras ciudades occidentales de Canadá.
En 1954, la ciudad de Toronto fue federada en un gobierno regional conocido como Zona Metropolitana de Toronto. El gran crecimiento de la postguerra se tradujo en un rápido desarrollo suburbano, ya que se creía que una estrategia coordinada en el uso del territorio y de los servicios compartidos proporcionaría una mayor eficiencia para la región. El gobierno metropolitano comenzó a gestionar los servicios que atravesaban los límites municipales, incluyendo carreteras, agua y transporte público. En 1967, los siete municipios más pequeños de la región se fusionaron con sus vecinos más grandes, lo que dio lugar a la configuración de seis municipios que incluyen la antigua ciudad de Toronto y los municipios de su alrededor East York, Etobicoke, North York, Scarborough y York. En 1998, el gobierno metropolitano fue disuelto y los seis municipios fueron consolidados en un solo municipio, con la creación de la actual ciudad de Toronto, de la que John Tory es el actual alcalde.

## Geografía

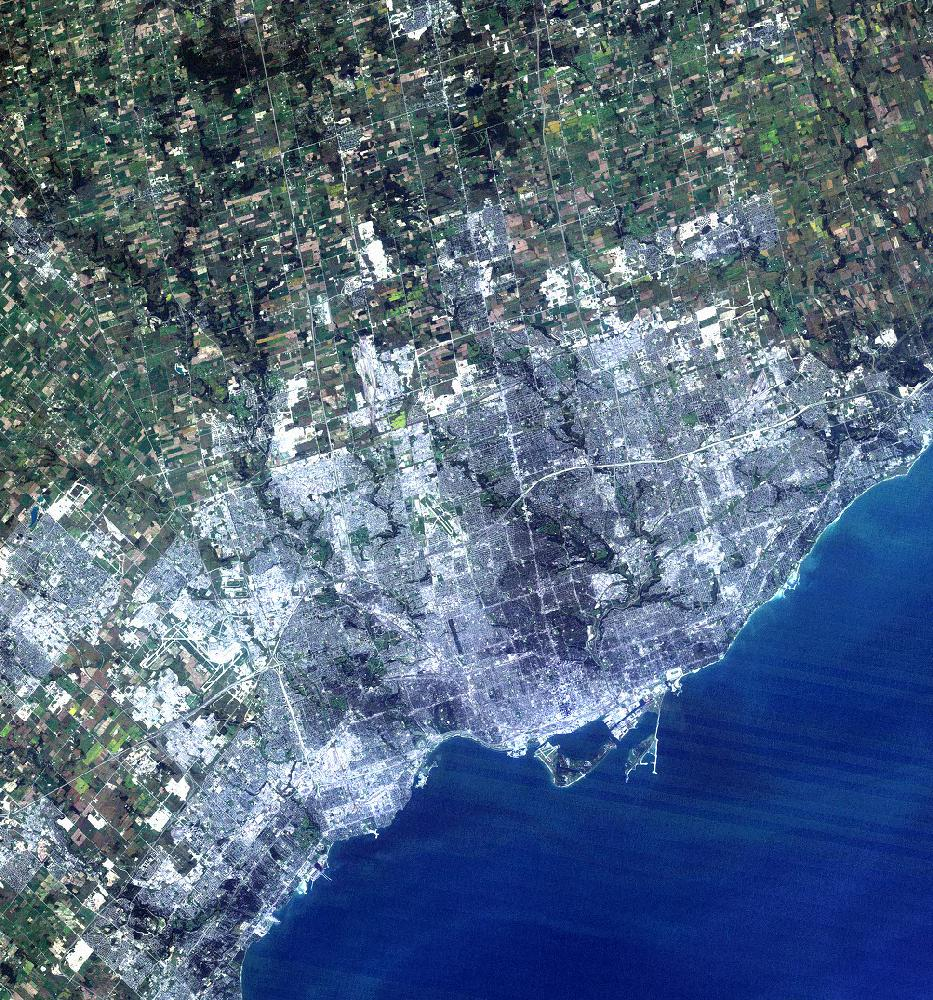
Imagen satelital de Toronto.

Toronto cubre un área de 630 km² (243 mi²), con una extensión máxima de norte a sur de 21 km y una extensión máxima de este a oeste de 43 km. Su costa sobre el lago Ontario es de 46 km de largo. Sus fronteras están conformadas por el lago Ontario al sur, el arroyo Etobicoke y la Autopista 427 al oeste, la avenida Steeles al norte y el río Rouge al este.

### Topografía
La ciudad está atravesada por dos ríos y numerosos afluentes: el río Humber en el extremo oeste y el río Don al este del centro de la ciudad, hallándose los ríos en extremos opuestos de la bahía de Toronto. La bahía fue creada naturalmente por acumulación de sedimentos provenientes de las corrientes del lago que crearon las islas de Toronto. La gran cantidad de ríos y arroyos que corrían desde el norte hacía el lago crearon grandes barrancos altamente boscosos, y proveyeron lugares ideales para parques y lugares de recreo (Humber Bay Park video). No obstante, los barrancos también interfieren con el plano ortogonal de la ciudad, y esto resulta en que algunas calles importantes como la avenida Finch, calle Leslie, avenida Lawrence y avenida St. Clair terminen en un lado de los barrancos y continúen en el otro. Otras vías públicas como el viaducto de la calle Bloor requieren cruzar por encima de los barrancos. Estos profundos barrancos son útiles para drenar la vasta red de saneamiento de la ciudad durante la época de lluvias, pero otras secciones, particularmente cerca del río Don, son propensas a fuertes inundaciones.
Durante la última Edad de Hielo, la parte baja de Toronto se encontraba debajo del lago glacial Iroquois. Ahora, una serie de escarpes marcan el antiguo borde del lago. Los escarpes son más prominentes desde la avenida Victoria Park hasta la desembocadura del arroyo Highland, donde forman los Acantilados de Scarborougs. Otras secciones sobresalientes incluyen el área cerca de la avenida St. Clair entre la calle Bathurst y el río Don, y al norte de la calle Davenport desde la avenida Caledonia a la avenida Spadina; los jardines de Casa Loma yacen sobre este escarpe. Aunque su terreno no es marcadamente accidentado, Toronto tiene diferencias de elevación que van de los 75 m sobre el nivel del mar en las orillas del lago Ontario hasta los 270 m sobre el nivel del mar cerca de los terrenos de la Universidad de York en el extremo norte de la ciudad.
Gran parte del terreno de la orilla del lago en la bahía de Toronto es en realidad terreno artificial. A mediados del siglo XIX la orilla del lago fue desplazada un kilómetro tierra adentro. En realidad las Islas de Toronto estaban conectadas con la costa hasta que una tormenta en 1858 debilitó su conexión, creando un canal que más tarde sería usado para acceder a los muelles a través de la navegación.

### Clima

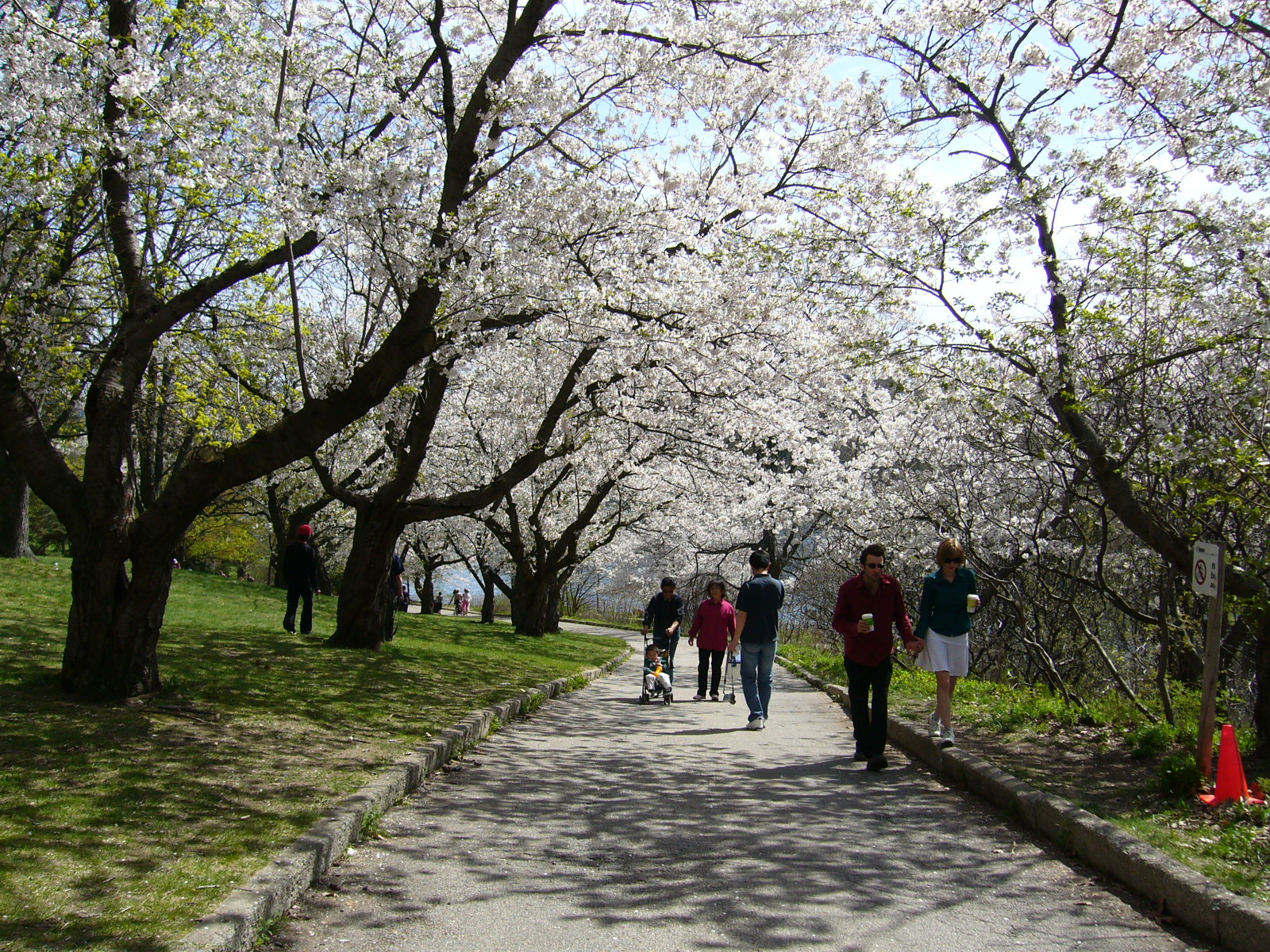
Aspecto primaveral del High Park, en Toronto.

El clima de Toronto es suave (según los estándares canadienses) debido a su localización meridional dentro del país y a su proximidad al lago Ontario. Tiene un clima húmedo continental (Dfa en la clasificación climática de Köppen), con veranos templados y húmedos e inviernos fríos, aunque bastante benignos en comparación a los estándares de Canadá y el norte de los Estados Unidos. La ciudad experimenta cuatro distintas estaciones con variaciones considerables en la temperatura diaria, particularmente durante la temporada de clima frío. Debido a la urbanización y a la proximidad al agua, Toronto tiene un rango de temperaturas diurnas bastante bajo, al menos en las zonas urbanas y en las áreas cercanas al lago. En diferentes épocas del año, esta influencia lacustre tiene varios impactos locales y regionales en el clima, como el retraso del comienzo de la primavera y el otoño.

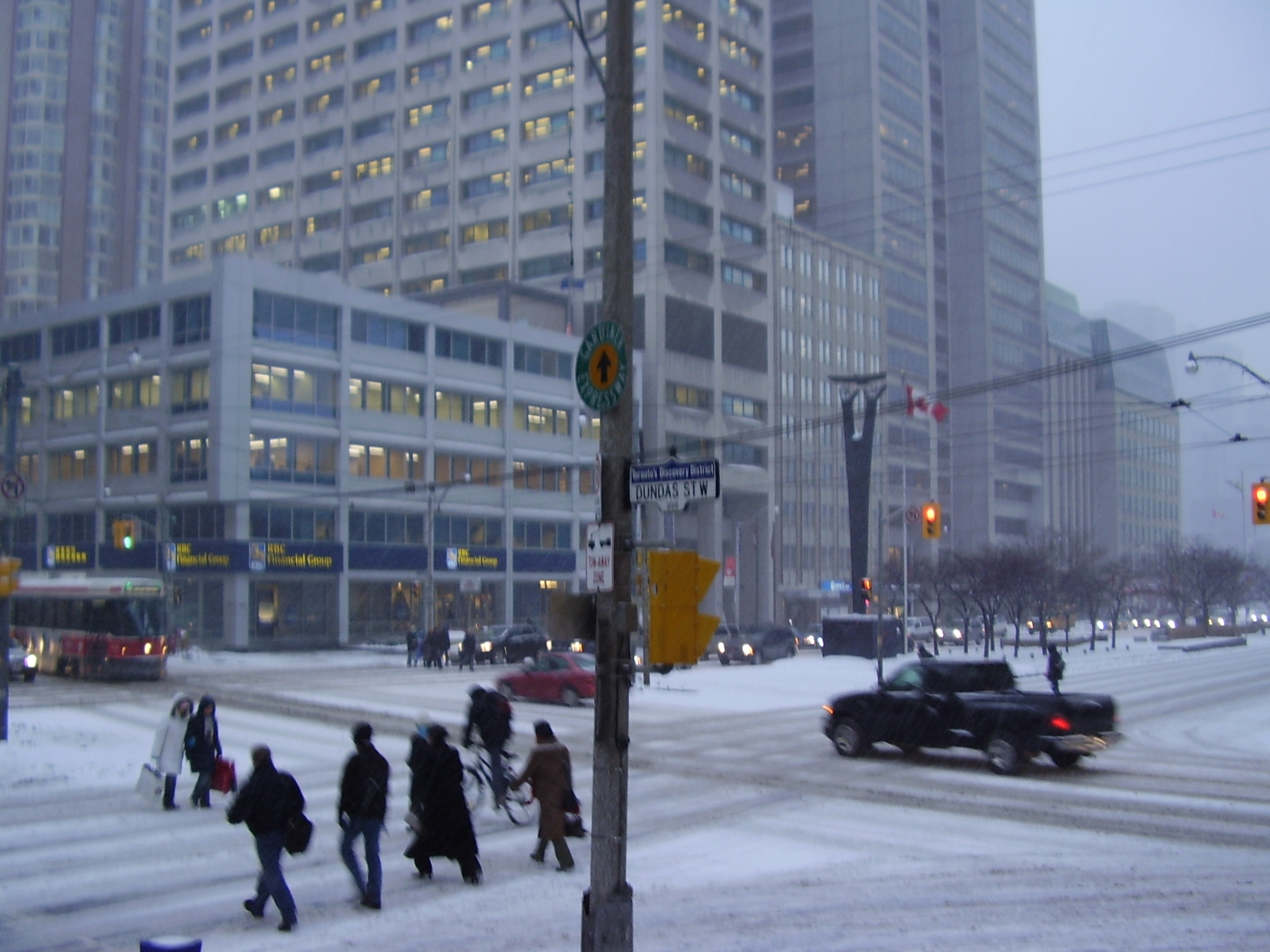
Toronto durante un día de mediados de invierno.

Los inviernos de Toronto en ocasiones presentan cortas olas de frío cuando las temperaturas máximas permanecen debajo de los -10 °C, aunque por lo general la sensación de frío es mayor debido al viento. Las tormentas de nieve, en ocasiones mezcladas con hielo y lluvia, pueden interferir con los horarios de trabajo y viaje. La nieve puede caer en cualquier momento entre noviembre y mediados de abril. El verano en Toronto se caracteriza por largos periodos de clima húmedo. Las temperaturas durante el día pueden llegar a superar los 35 °C. La primavera y el otoño son estaciones de transición con temperaturas generalmente templadas o frescas con algunos periodos secos o húmedos.
Las precipitaciones se distribuyen a lo largo del año de forma bastante pareja, pero el verano es usualmente la estación más húmeda, contando incluso con tormentas eléctricas. La precipitación anual promedio es de 83 cm, con nevadas anuales promedio de unos 133 cm. Toronto experimenta un promedio de 2038 horas con luz, lo que representa el 44 % de las posibles, la mayor parte de ellas durante la temporada de clima cálido.
| Parámetros climáticos promedio de Toronto, Ontario (1981-2010) | Parámetros climáticos promedio de Toronto, Ontario (1981-2010) | Parámetros climáticos promedio de Toronto, Ontario (1981-2010) | Parámetros climáticos promedio de Toronto, Ontario (1981-2010) | Parámetros climáticos promedio de Toronto, Ontario (1981-2010) | Parámetros climáticos promedio de Toronto, Ontario (1981-2010) | Parámetros climáticos promedio de Toronto, Ontario (1981-2010) | Parámetros climáticos promedio de Toronto, Ontario (1981-2010) | Parámetros climáticos promedio de Toronto, Ontario (1981-2010) | Parámetros climáticos promedio de Toronto, Ontario (1981-2010) | Parámetros climáticos promedio de Toronto, Ontario (1981-2010) | Parámetros climáticos promedio de Toronto, Ontario (1981-2010) | Parámetros climáticos promedio de Toronto, Ontario (1981-2010) | Parámetros climáticos promedio de Toronto, Ontario (1981-2010) |
| Mes                                                            | Ene.                                                           | Feb.                                                           | Mar.                                                           | Abr.                                                           | May.                                                           | Jun.                                                           | Jul.                                                           | Ago.                                                           | Sep.                                                           | Oct.                                                           | Nov.                                                           | Dic.                                                           | Anual                                                          |
| -------------------------------------------------------------- | -------------------------------------------------------------- | -------------------------------------------------------------- | -------------------------------------------------------------- | -------------------------------------------------------------- | -------------------------------------------------------------- | -------------------------------------------------------------- | -------------------------------------------------------------- | -------------------------------------------------------------- | -------------------------------------------------------------- | -------------------------------------------------------------- | -------------------------------------------------------------- | -------------------------------------------------------------- | -------------------------------------------------------------- |
| Temp. máx. abs. (°C)                                           | 16.1                                                           | 14.4                                                           | 26.7                                                           | 32.2                                                           | 34.4                                                           | 36.7                                                           | 40.8                                                           | 38.9                                                           | 37.8                                                           | 30.0                                                           | 23.9                                                           | 19.9                                                           | 40.8                                                           |
| Temp. máx. media (°C)                                          | -0.7                                                           | 0.4                                                            | 4.7                                                            | 11.5                                                           | 18.4                                                           | 23.8                                                           | 26.6                                                           | 25.5                                                           | 21.0                                                           | 14.0                                                           | 7.5                                                            | 2.1                                                            | 12.9                                                           |
| Temp. media (°C)                                               | -3.7                                                           | -2.6                                                           | 1.4                                                            | 7.9                                                            | 14.1                                                           | 19.4                                                           | 22.3                                                           | 21.5                                                           | 17.2                                                           | 10.7                                                           | 4.9                                                            | -0.5                                                           | 9.4                                                            |
| Temp. mín. media (°C)                                          | -6.7                                                           | -5.6                                                           | -1.9                                                           | 4.1                                                            | 9.9                                                            | 14.9                                                           | 18.0                                                           | 17.4                                                           | 13.4                                                           | 7.4                                                            | 2.3                                                            | -3.1                                                           | 5.9                                                            |
| Temp. mín. abs. (°C)                                           | -32.8                                                          | -31.7                                                          | -26.7                                                          | -15.0                                                          | -3.9                                                           | -2.2                                                           | 3.9                                                            | 4.4                                                            | -2.2                                                           | -8.9                                                           | -20.6                                                          | -30.0                                                          | -32.8                                                          |
| Precipitación total (mm)                                       | 61.5                                                           | 55.4                                                           | 53.7                                                           | 68.0                                                           | 82.0                                                           | 70.9                                                           | 63.9                                                           | 81.1                                                           | 84.7                                                           | 64.4                                                           | 84.1                                                           | 61.5                                                           | 831.1                                                          |
| Lluvias (mm)                                                   | 29.1                                                           | 29.7                                                           | 33.6                                                           | 61.1                                                           | 82.0                                                           | 70.9                                                           | 63.9                                                           | 81.1                                                           | 84.7                                                           | 64.3                                                           | 75.4                                                           | 38.2                                                           | 714.0                                                          |
| Nevadas (cm)                                                   | 37.2                                                           | 27.0                                                           | 19.8                                                           | 5.0                                                            | 0.0                                                            | 0.0                                                            | 0.0                                                            | 0.0                                                            | 0.0                                                            | 0.06                                                           | 8.3                                                            | 24.1                                                           | 121.5                                                          |
| Días de precipitaciones (≥ 0.2 mm)                             | 15.4                                                           | 11.6                                                           | 12.6                                                           | 12.6                                                           | 12.7                                                           | 11.0                                                           | 10.4                                                           | 10.2                                                           | 11.1                                                           | 11.7                                                           | 13.0                                                           | 13.2                                                           | 145.5                                                          |
| Días de lluvias (≥ 0.2 mm)                                     | 5.4                                                            | 4.8                                                            | 7.9                                                            | 11.2                                                           | 12.7                                                           | 11.0                                                           | 10.4                                                           | 10.2                                                           | 11.1                                                           | 11.7                                                           | 10.9                                                           | 7.0                                                            | 114.1                                                          |
| Días de nevadas (≥ 0.2 cm)                                     | 12.0                                                           | 8.7                                                            | 6.5                                                            | 2.2                                                            | 0.0                                                            | 0.0                                                            | 0.0                                                            | 0.0                                                            | 0.0                                                            | 0.08                                                           | 3.1                                                            | 8.4                                                            | 40.9                                                           |
| Horas de sol                                                   | 85.9                                                           | 111.3                                                          | 161.0                                                          | 180.0                                                          | 227.7                                                          | 259.6                                                          | 279.6                                                          | 245.6                                                          | 194.4                                                          | 154.3                                                          | 88.9                                                           | 78.1                                                           | 2066.3                                                         |
| Fuente: Environment Canada                                     |                                                                |                                                                |                                                                |                                                                |                                                                |                                                                |                                                                |                                                                |                                                                |                                                                |                                                                |                                                                |                                                                |

## Demografía
Toronto es una de las ciudades con mayor diversidad étnica del Mundo. En total, la ciudad tiene más de 150 grupos étnicos que hablan más de 100 idiomas. Los grupos étnicos más numerosos del área de Toronto consisten en personas de ascendencia británica (inglesa, escocesa y galesa) e irlandesa. A mediados del siglo XX, muchos europeos emigraron a Toronto, especialmente italianos y portugueses. Otros grupos étnicos importantes en el área incluyen alemanes y a gente de la India, Pakistán y Sri Lanka y una de las comunidades chinas más grandes de Norteamérica. Toronto tiene una comunidad en crecimiento de caribeños, hispanoamericanos, brasileños, africanos y provenientes del Sureste Asiático. Este gran abanico de culturas ha ayudado a hacer de Toronto un centro cosmopolita, con una amplia variedad de culturas, gastronomía y una exquisita hospitalidad.

### Población
| Población de Toronto desde 1861 | Población de Toronto desde 1861 | Población de Toronto desde 1861    | Población de Toronto desde 1861 |
| Año                             | Área de la ciudad               | (CMA) Censo del área metropolitana | (GTA) Área del Gran Toronto     |
| ------------------------------- | ------------------------------- | ---------------------------------- | ------------------------------- |
| 1861                            | 65 085                          | 193 844                            | –                               |
| 1901                            | 238 080                         | 440 000                            | –                               |
| 1951                            | 1 117 470                       | 1 262 000                          | –                               |
| 1971                            | 2 089 728                       | 2 628 045                          | –                               |
| 1976                            | 2 124 295                       | 2 803 101                          | –                               |
| 1981                            | 2 137 380                       | 2 998 947                          | –                               |
| 1986                            | 2 192 721                       | 3 733 085                          | –                               |
| 1991                            | 2 275 771                       | 3 893 933                          | 4 235 756                       |
| 1996                            | 2 385 421                       | 4 263 759                          | 4 628 883                       |
| 2001                            | 2 481 494                       | 4 682 897                          | 5 081 826                       |
| 2008                            | 2 503 281                       | 5 113 149                          | 5 555 912                       |
| 2011                            | 2 615 060                       | –                                  | –                               |

El último censo realizado por la Oficina Nacional de Estadística de Canadá (Statistics Canada) contabilizó 5 113 149 personas residentes en Toronto en mayo de 2016 (véase la lista de las 100 ciudades más pobladas de Canadá), población que, proyectada, se ubica en aproximadamente 5 360 000 hab. en enero de 2019. La población de la ciudad creció en un 4 % (96 073 residentes) entre 1996 y 2001, a una tasa anual del 0,8 %. Las personas por debajo de 14 años representan el 17,5 % de la población y los mayores de 65 años el 13,6 %. La mediana de edad es de 36,9 años. El porcentaje de personas nacidas en el extranjero es de 4,6 %. Según el Programa de las Naciones Unidas, Toronto ocupa el segundo puesto en porcentaje más alto de población extranjera del mundo después de Miami. Incluso algunas estadísticas del país afirman que Toronto ha superado a la ciudad de Florida. Mientras que en Miami han sido siempre los cubanos y latinos en general los que han abanderado la inmigración extranjera, en Toronto no existe una raza étnica o nacionalidad principal, haciendo de ella una de las urbes más diversas del mundo.
En 2001, las nacionalidades europeas formaron el mayor grupo étnico de la ciudad, con un 57,2 %, entre los que destacan ingleses, irlandeses, escoceses, italianos y franceses. Les siguen los de raza china (con un 10,6 %), los surasiáticos e indo-caribeños (10,3 %), negros y afrocaribeños (8,3 %), filipinos (3,5 %) y, por último, latinoamericanos (2,6 %).
En cuanto a las religiones de la población torontoniana, el cristianismo, nuevamente según el censo de 2001, es la religión que cuenta con más adeptos, con un 31,1 % de católicos, seguidos de un 21,1 % que se declara evangélico, un 4,8 % cristianos ortodoxos y un 3,9 % de otros credos cristianos. El resto de religiones lo componen musulmanes (6,7 %), hinduistas (4,8 %), judíos (4,2 %), budistas (2,7 %), sikhs (0,9 %) y otras religiones orientales (0,2 %). El 18,7 % asegura ser no-teísta.
El inglés es el idioma predominante en la ciudad, pero también tiene un alto porcentaje de hablantes de otros idiomas tales como el francés, italiano, español, chino, portugués, panyabí, tagalo o hindi.
El idioma italiano es el segundo más hablado en el entorno laboral, y el teléfono de emergencias de la ciudad (el 911) está equipado con un programa capaz de interactuar en 150 idiomas distintos.

## Barrios

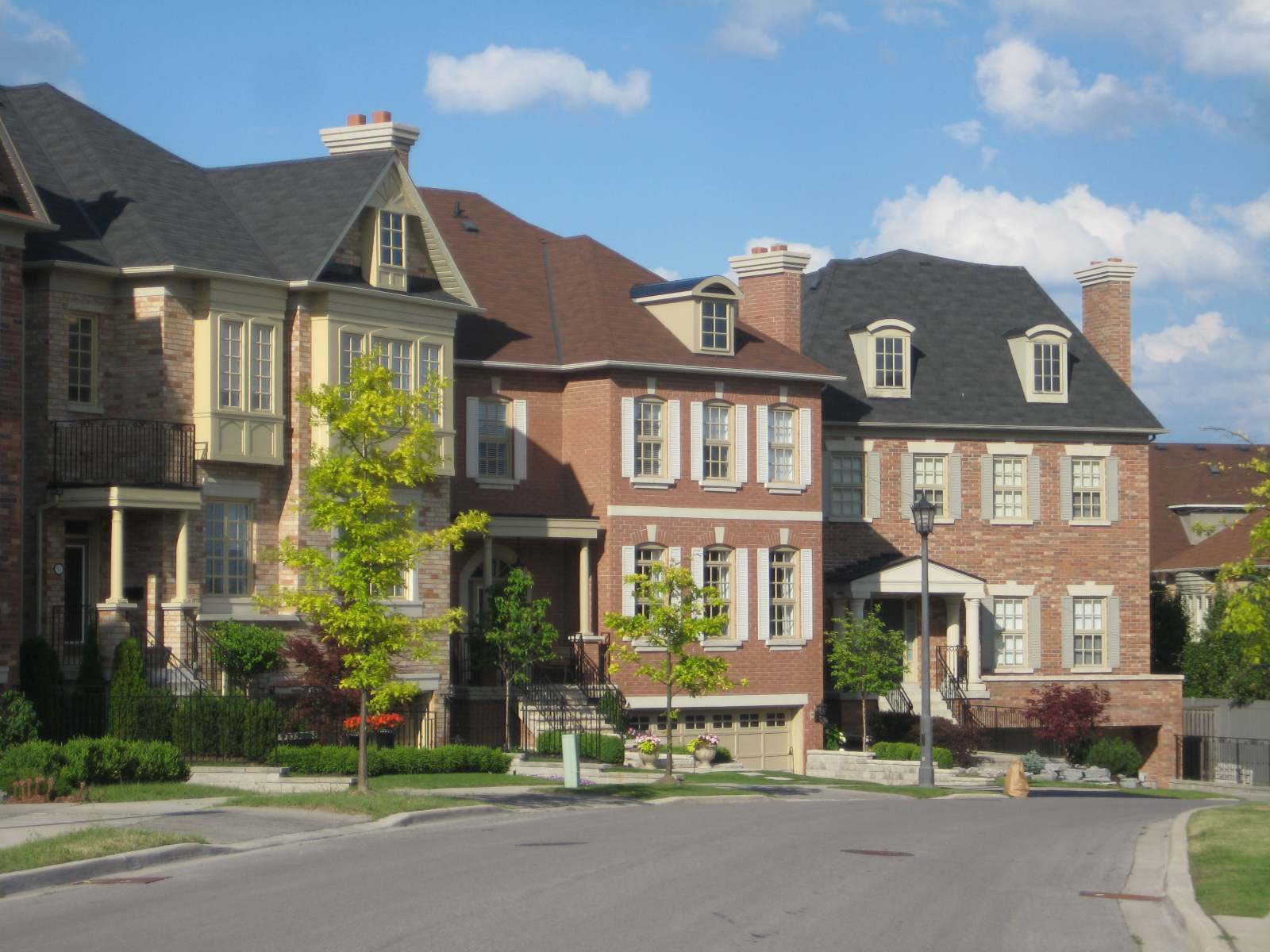
Casas unifamiliares de Toronto.

Muchas comunidades residenciales de Toronto expresan un carácter distinto que el de los rascacielos del centro financiero de la ciudad. Edificios de estilo victoriano y eduardiano pueden ser vistos en enclaves como Rosedale, Forest Hill, Cabbagetown, el Annex, el Bridle Path y Moore Park.
Wychwood Park es históricamente significativo por la arquitectura de sus casas y por ser una de las primeras comunidades que se asentaron en Toronto. La vecindad de Wychwood Park fue designada como un distrito de Ontario Heritage Conservation (en español: Conservación de la Herencia de Ontario) en 1985. En el barrio de Casa Loma se construyó en 1911 un castillo que tenía un ascensor, pasadizos secretos y boleras. Spadina House es una casa solariega del siglo XIX que en la actualidad es un museo.
La ciudad de Toronto abarca un área geográfica anteriormente administrada por seis municipios separados. Estos han desarrollado cada uno una historia e identidad distinta durante años y sus nombres siguen siendo usados comúnmente entre los torontonianos. En todas partes de la ciudad existen muchas vecindades de pequeño tamaño, y algunas más grandes que llegan a cubrir kilómetros cuadrados. Los antiguos municipios que conforman la actual ciudad de Toronto son East York, Etobicoke, North York, Old Toronto, Scarborough y York.

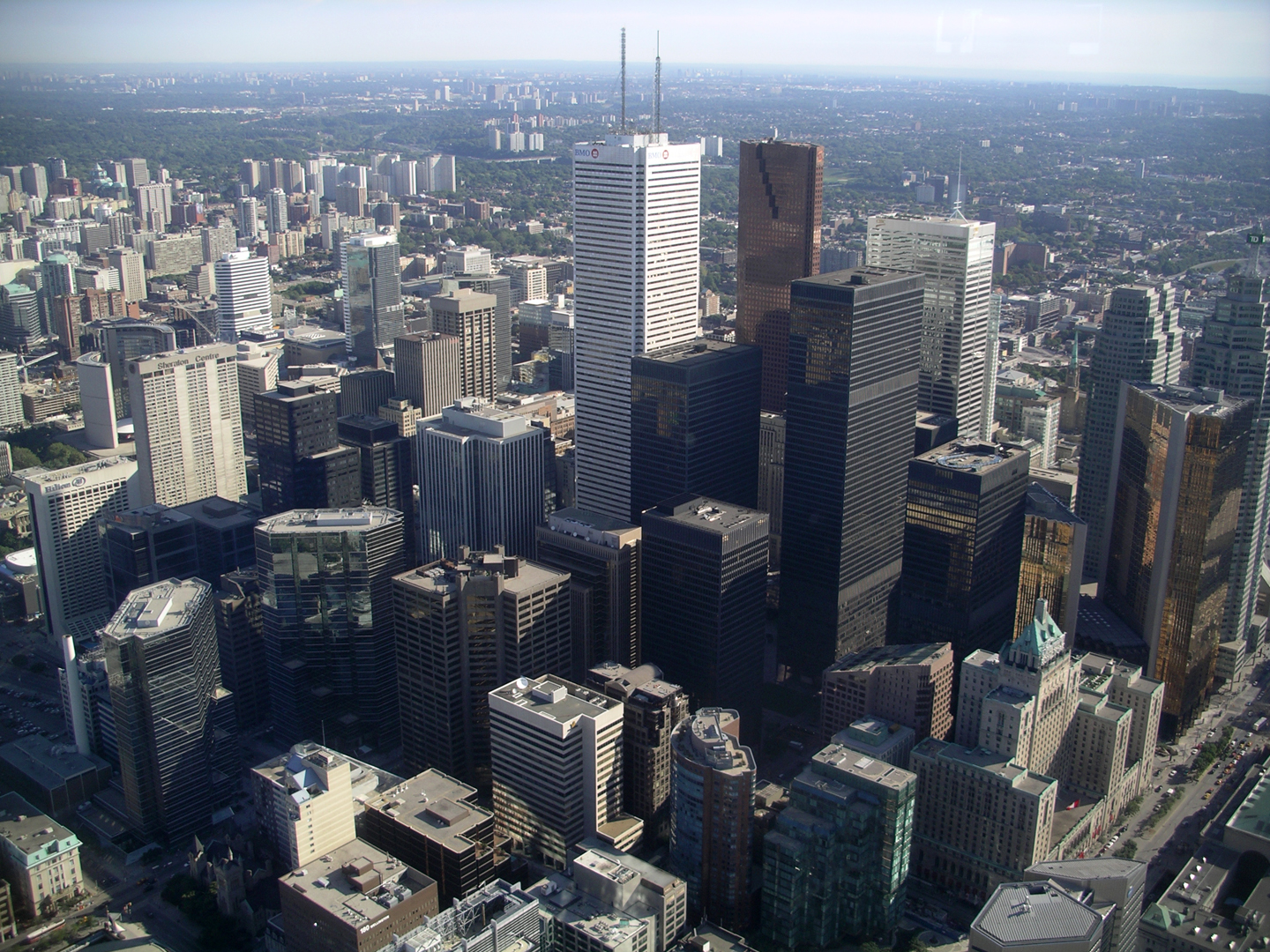
Vista de los rascacielos del distrito financiero (Foto tomada desde la Torre CN).

### El viejo Toronto (Old Toronto)
Old Toronto cubre el área conocida normalmente como Downtown (en español: Centro). Este es el corazón histórico de Toronto y la parte más densamente poblada de la ciudad. El distrito financiero de Toronto es el lugar donde más rascacielos hay en Canadá: First Canadian Place, Toronto-Dominion Centre, Scotia Plaza, Royal Bank Plaza, Commerce Court y Brookfield Place. Desde ese punto, el horizonte de Toronto se extiende hacia el norte, a lo largo de Yonge Street. En Old Toronto hay también muchos enclaves residenciales históricos como Yorkville, Rosedale, The Annex, Forest Hill, Lorenzo Park, Lytton Park, Moore Park y Casa Loma. En estos barrios destacan, generalmente, las casas de lujo. Por otra parte, en las vecindades cercanas al centro de la ciudad, viven un alto porcentaje de inmigrantes y familias de bajos ingresos, que viven en alojamientos sociales y bloques de apartamentos, como St. James Town, Regent Park, Moss Park, Alexandra Park y Parkdale. Al este y al oeste del Centro, vecindades como Kensington Market, Leslieville, Cabbagetown y Riverdale son áreas comerciales y culturales, así como hogar de muchos artistas. Estas vecindades cuentan también con un creciente porcentaje de profesionales de clase media y alta que interactúan con las situaciones de las personas pobres que viven allí. Otras vecindades de Old Toronto conservan una identidad étnica, incluidos dos barrios chinos, un barrio griego y otras zonas como Little Italy, Portugal Village y Little India entre otras.

Atardecer en la ciudad de Toronto. En el centro sobresale la CN Tower.

### Barrios interiores

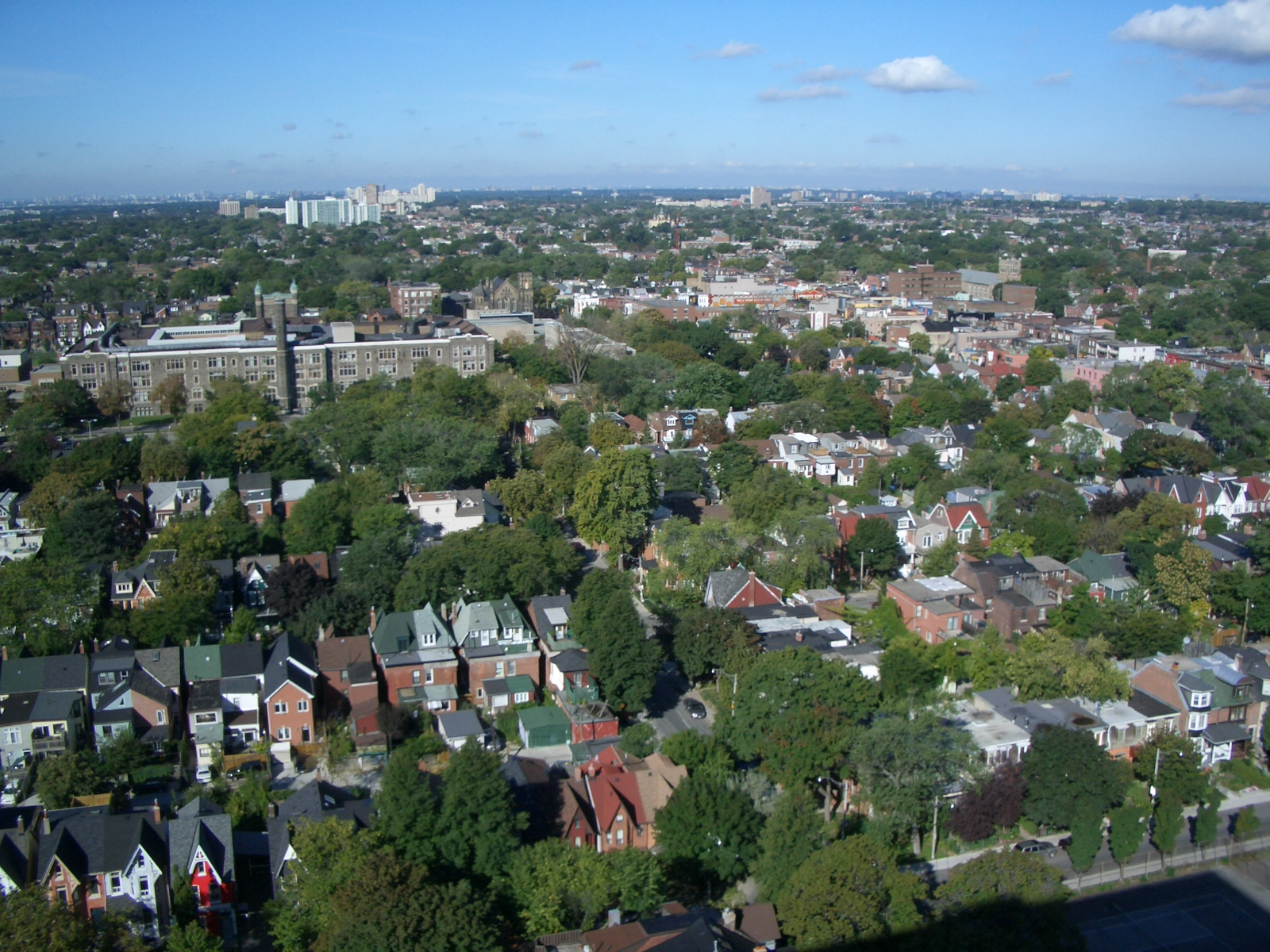
Casas unifamiliares.

Los barrios interiores están situados en los antiguos municipios de York y East York. Estas son las áreas donde reside normalmente la clase obrera, alojándose en casas unifamiliares y pequeños bloques de apartamentos. Las vecindades como las Crescent Town, Thorncliffe Park, Weston, y Oakwood-Vaughan consisten principalmente en altos bloques de apartamentos que son la residencia de inmigrantes. Recientemente, muchas vecindades han empezado a acoger a etnias de distintas clases y han sufrido una gentrificación como consecuencia del crecimiento de la población y de la construcción durante finales de los años 1990 y los años 2000. Las primeras vecindades afectadas fueron Leaside y North Toronto.

### Barrios externos
Los denominados barrios exteriores comprenden los antiguos municipios de Etobicoke, Scarborough y North York, los cuales conservan en gran parte el plano ortogonal que había antes del estallido de la Primera Guerra Mundial. La ciudad empezó a crecer y a extenderse mucho antes de que se produjera el auge en la construcción de viviendas, como puede verse en Mímico, Newtonbrook y West Hill. Estos barrios se desarrollaron rápidamente después de la Segunda Guerra Mundial y empezaron a construirse urbanizaciones de lujo como Bridle Path en North York, que es el área que rodea a los Scarborough Bluffs, y en la mayor parte del centro de Etobicoke: como Humber Valley Village y The Kingsway. Una de los más grandes y más antiguas "comunidades planificadas" fue Don Mill, cuyas primeras partes fueron construidas en los años 1950. La mezcla entre las casas unifamiliares y los grandes bloques de apartamentos hizo popular el modelo de desarrollo de estos barrios. Algunos de estos modelos han sido copiados por otros municipios circundantes al área metropolitana de Toronto, aunque contaban con una menor densidad demográfica. Más recientemente, el centro de North York, que es atravesado por Yonge Street, y el centro de Scarborough se han convertido en distritos financieros secundarios fuera del centro de la ciudad. El alto desarrollo de estas zona ha otorgado a North York y a Scarborough unos horizontes propios distinguibles del centro de Toronto.

### Distillery district

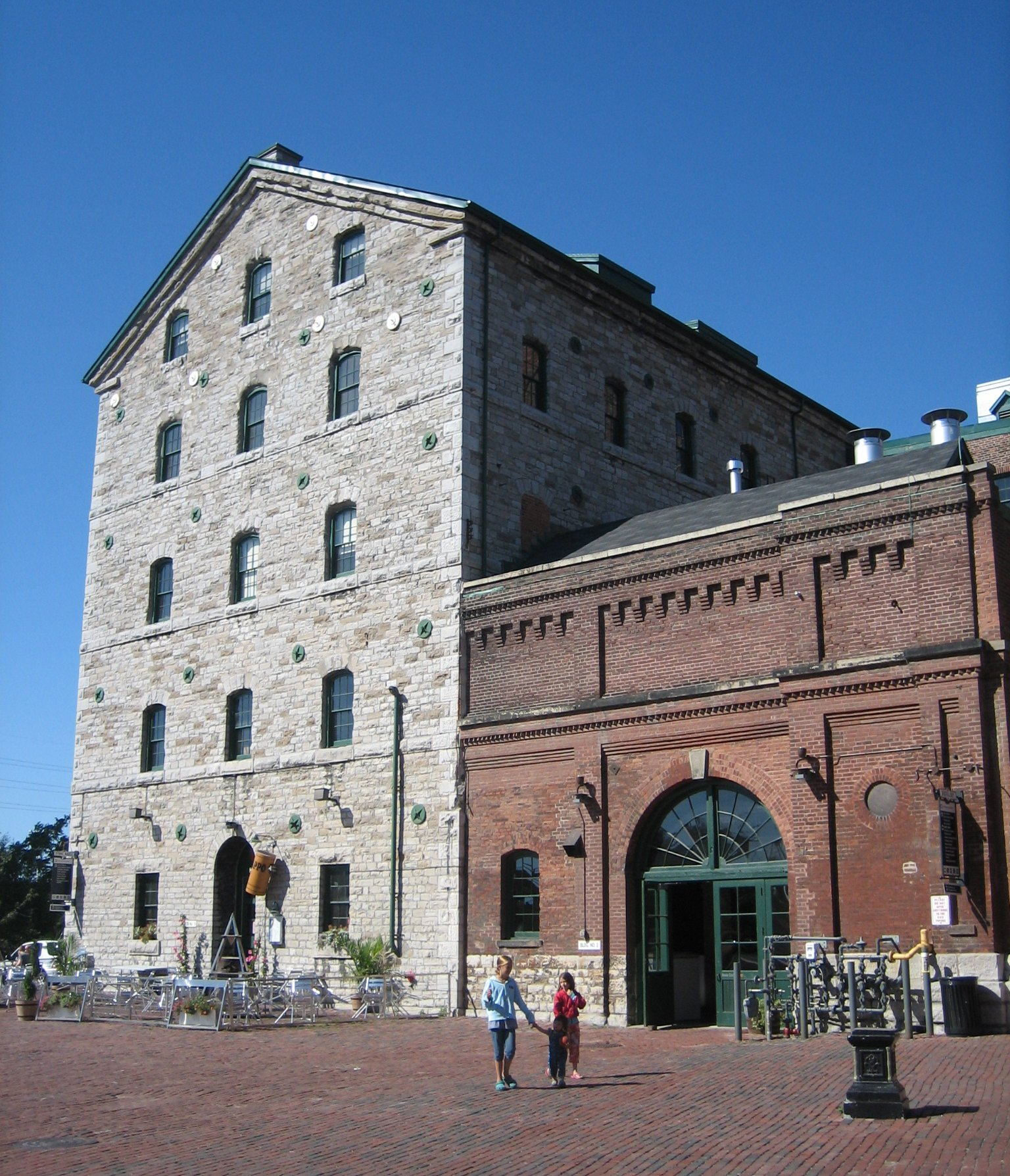
Imagen de la Stonehouse Distillery.

Una de las vecindades más insólitas de Toronto es el Distillery district ("Distrito de la destilería" en español), donde se alberga la colección más grande y mejor conservada de la arquitectura victoriana industrial en América del Norte. Este lugar de interés nacional fue catalogado por la revista National Geographic como importante lugar de visita para los turistas de Canadá. Las grandes extensiones industriales todavía existen, en particular, en Scarborough y Etobicoke, aunque no a la altura que una vez estuvieron.

## Economía

Los rascacielos del Toronto-Dominion Centre, diseñado por Mies van der Rohe.

La economía de Toronto es una de las más variadas y fuertes de América del Norte. Es el principal centro industrial, comercial y financiero de Canadá, y uno de los principales del continente.
Hasta la década de 1970, Toronto era el segundo mayor núcleo comercial de Canadá, detrás de Montreal. El gran crecimiento económico de Toronto fue estimulado por el descubrimiento de grandes yacimientos de recursos naturales a lo largo de la provincia de Ontario y de la creciente presencia de la industria automovilística en todo el sur de la provincia. Además de eso, la inauguración del Canal de San Lorenzo permitió la navegación de barcos entre el océano Atlántico y los Grandes Lagos, haciendo de Toronto un importante centro portuario.
Durante la década de 1960, el nacionalismo quebequés y la aprobación de varias leyes que obligaban a las empresas con sede en Quebec a usar solamente el francés como idioma de trabajo, hizo que varias empresas que tenían anteriormente su sede en Montreal (especialmente las grandes multinacionales, cuyo mercado se extiende mucho más allá de los límites de Quebec) se mudaran a Toronto,[cita requerida] donde el francés no es necesario para las actividades comerciales.
Según datos de 2004, el producto interior bruto de Toronto es de aproximadamente 129 000 millones de dólares canadienses y su renta per cápita de 43 000 dólares. Si Toronto fuese un país independiente, tendría el 42° mayor PIB del mundo. Con un producto interior bruto de cerca de 240 000 millones de dólares, el área metropolitana de Toronto posee el noveno mayor PIB entre las grandes metrópolis mundiales, detrás de Nueva York, Londres, Tokio, Osaka, París, Los Ángeles y Chicago.

### Comercio y finanzas

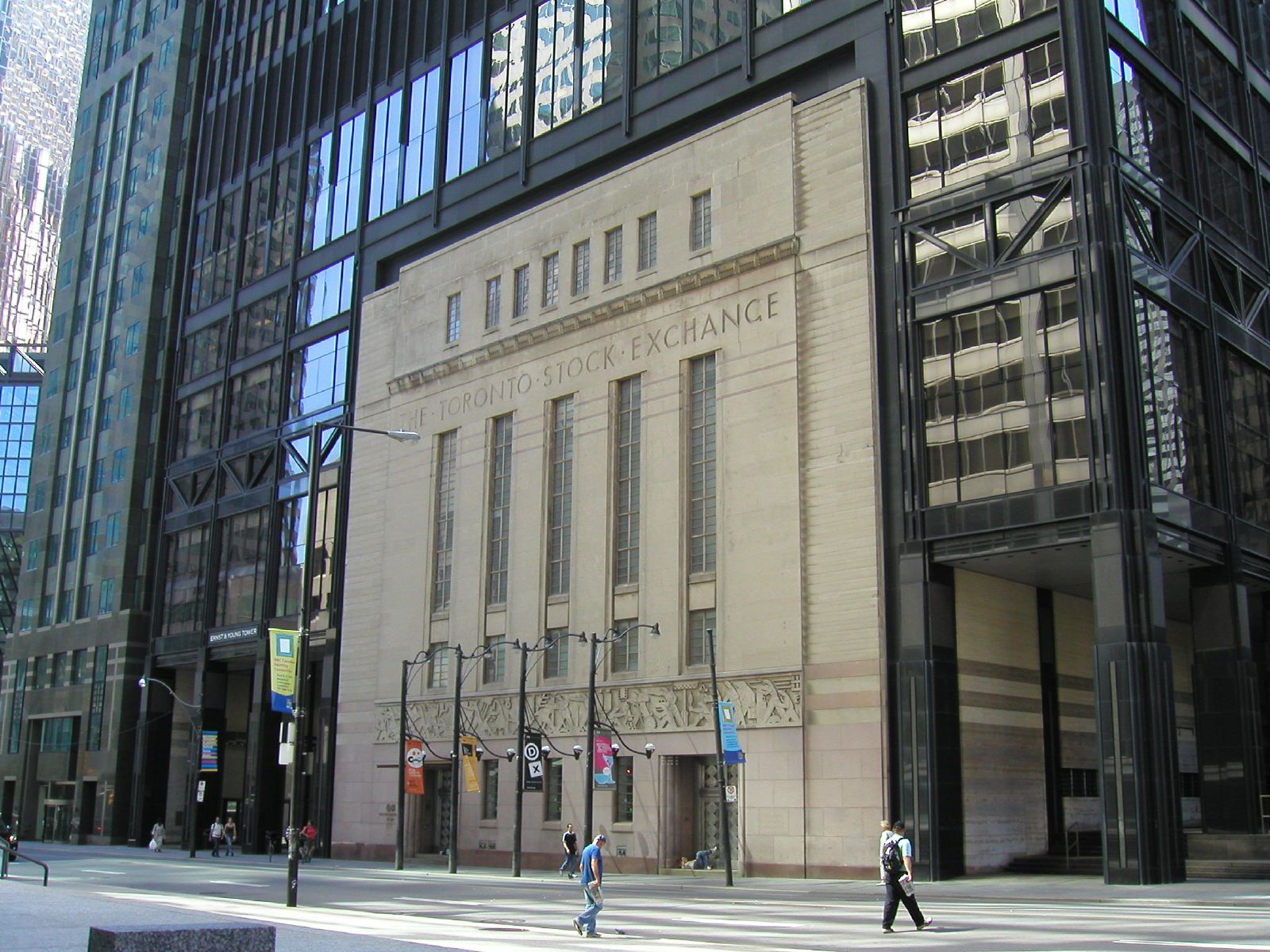
Vista exterior del anterior Toronto Stock Exchange, en la Bay Street.

Toronto es el principal centro bancario del país —los cinco mayores bancos del país tienen sus cuarteles generales en la ciudad. En total, cuatro de cada cinco bancos canadienses tienen su sede en la ciudad. La bolsa de valores de Toronto, la Toronto Stock Exchange, es la mayor de Canadá y la segunda mayor del continente americano (detrás de la New York Stock Exchange, localizada en la ciudad estadounidense de Nueva York) y la sexta mayor del mundo. Fue la primera bolsa de valores de todo el continente americano en comercializar acciones electrónicamente. Toronto también es el mayor centro del comercio mayorista de Canadá. En la Bay Street están localizadas las sedes de los cuatro mayores bancos de Canadá y la mayoría de los rascacielos más altos de la ciudad.
Numerosas compañías tienen su sede en la ciudad, como es el caso de la Hudson's Bay Company, Ubisoft Toronto, Manulife Financial, TD Canada Trust, Canadian Imperial Bank of Commerce, Royal Bank of Canada, Scotiabank, Bank of Montreal, Celestica, Four Seasons Hotels, Rogers Communications y MDS Inc. entre otras. Otras tantas tienen sus sedes en el área metropolitana de Toronto, fuera de los límites de la ciudad, como Nortel, IBM Canadá, Citibank Canada y Magna International.

### Industria
Ontario dispone de numerosos recursos naturales tales como madera, aluminio, cobre, hierro, níquel, plata, oro, uranio y zinc. Además de eso, la gran cantidad de ríos, lagos y cascadas permitió la construcción de varias centrales hidroeléctricas, y los depósitos de uranio permitieron la construcción de centrales nucleares. Esto, más una eficiente red de ferrocarril, carreteras y canales han hecho de Toronto el mayor centro industrial de Canadá. Actualmente, posee más de 5.700 fábricas. Las fábricas localizadas en el área metropolitana de Toronto producen la mitad de los productos industrializados fabricados en Canadá. Cerca de un tercio de la fuerza de trabajo de Toronto trabaja en fábricas.
Las mayores actividades industriales de la ciudad son el procesamiento de alimentos, la industria automovilística y la impresión de periódicos, revistas y material publicitario. Otras actividades industriales importantes son la industria textil, la fabricación de productos electrónicos, papel y muebles.

### Medios de comunicación
La ciudad de Toronto se ha convertido uno de los centros de la industria cinematográfica de Canadá junto con Vancouver, y uno de los mayores de América del Norte, a causa del bajo precio de la producción de |películas y series de televisión en Canadá, en relación con Estados Unidos. Sus calles y monumentos se pueden ver en una variedad de películas que imitan las calles de las mayores ciudades de Estados Unidos, como Chicago y Nueva York. Toronto produce más películas y programas de televisión que cualquiera otra ciudad americana a excepción de Los Ángeles y Nueva York. El principal motivo por el cual muchas producciones utilizan Toronto y su entorno para sus rodajes exteriores es porque los permisos de rodaje son bastante más baratos y sencillos de conseguir que en Estados Unidos.

### Compras

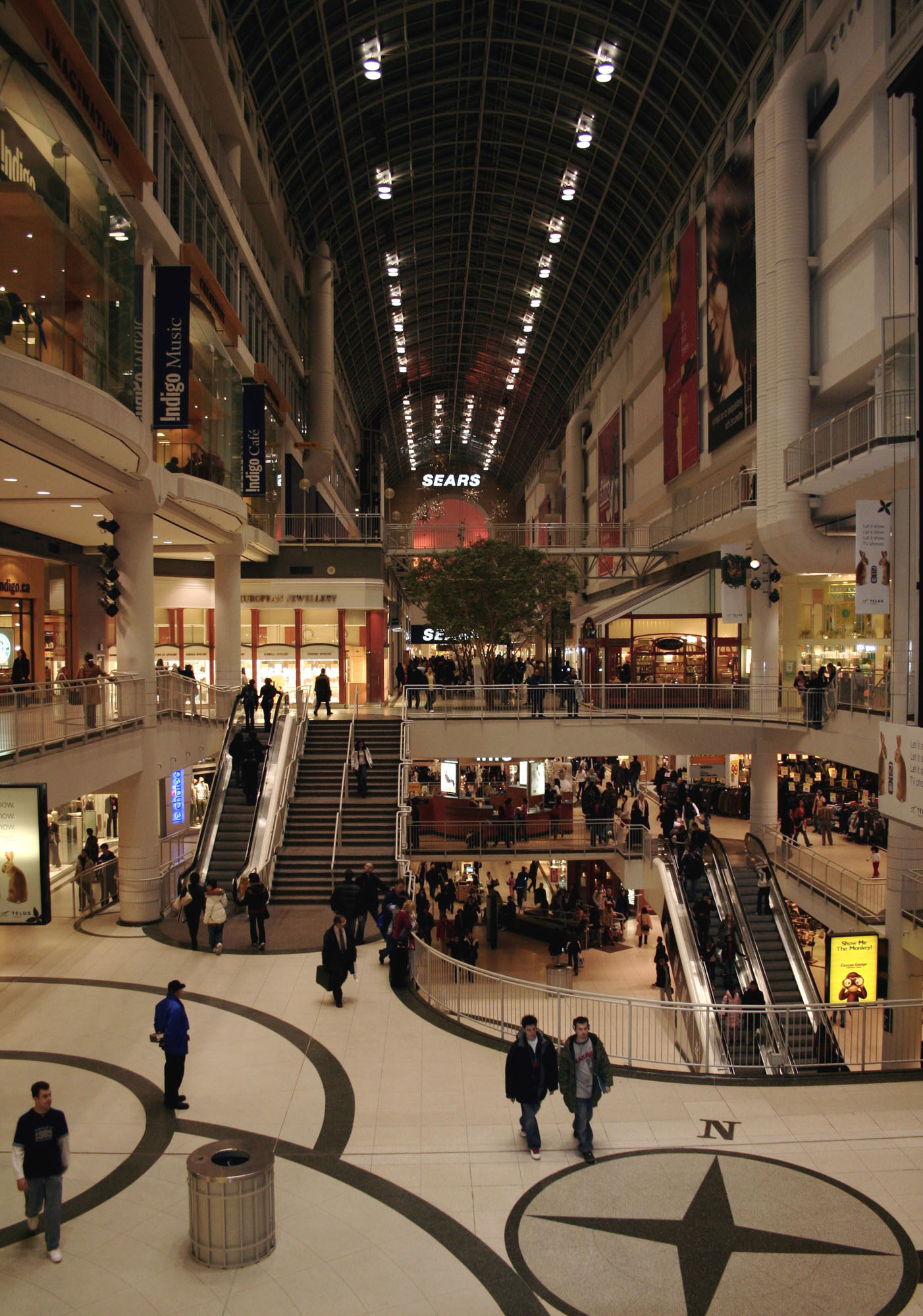
Interior del Toronto Eaton Centre.

En Toronto se pueden encontrar muchas tiendas especializadas, particularmente cerca de las calles Bloor y Bay, como por ejemplo boutiques exclusivas y tiendas de juguetes. Gracias posiblemente al clima, Toronto posee un extenso conjunto de galerías comerciales subterráneas, que por lo general están abiertas de 9 a. m. a 5 p. m. Estas tiendas son generalmente de moda, si bien en estos complejos subterráneos están presentes también tiendas especializadas en juguetes e incluso accesos a tiendas mayores.
A lo largo de Queen Street se encuentra la mayor tienda de cámaras de Toronto. Las grandes superficies escasean en el centro de Toronto, aunque sus suburbios disponen de amplios centros comerciales, grandes almacenes y tiendas especializadas, en especial cerca de la Orfus Road, próxima a los grandes almacenes de Yorkdale.
El distrito de la moda se localiza cerca de King y Spadina, cerca de la Old Chinatown al norte y el distrito de los espectáculos (Entertainment District) al este.
El St. Lawrence Market es un histórico mercado que cuenta con una sección al aire libre durante los meses de verano, en la que se ofrecen alimentos frescos cultivados en el lugar. Kensington Market también tiene una sección al aire libre localizada cerca de Chinatown.
La ciudad en sí posee grandes centros y galerías comerciales. Comprar en Toronto se ha convertido en una atracción más para los turistas. Por ejemplo, el Toronto Eaton Centre recibió la designación especial de "atracción turística" en la década de 1980.

### Restaurantes
Toronto dispone de una extensa variedad de restaurantes, como resultado de su diversidad cultural.

## Educación

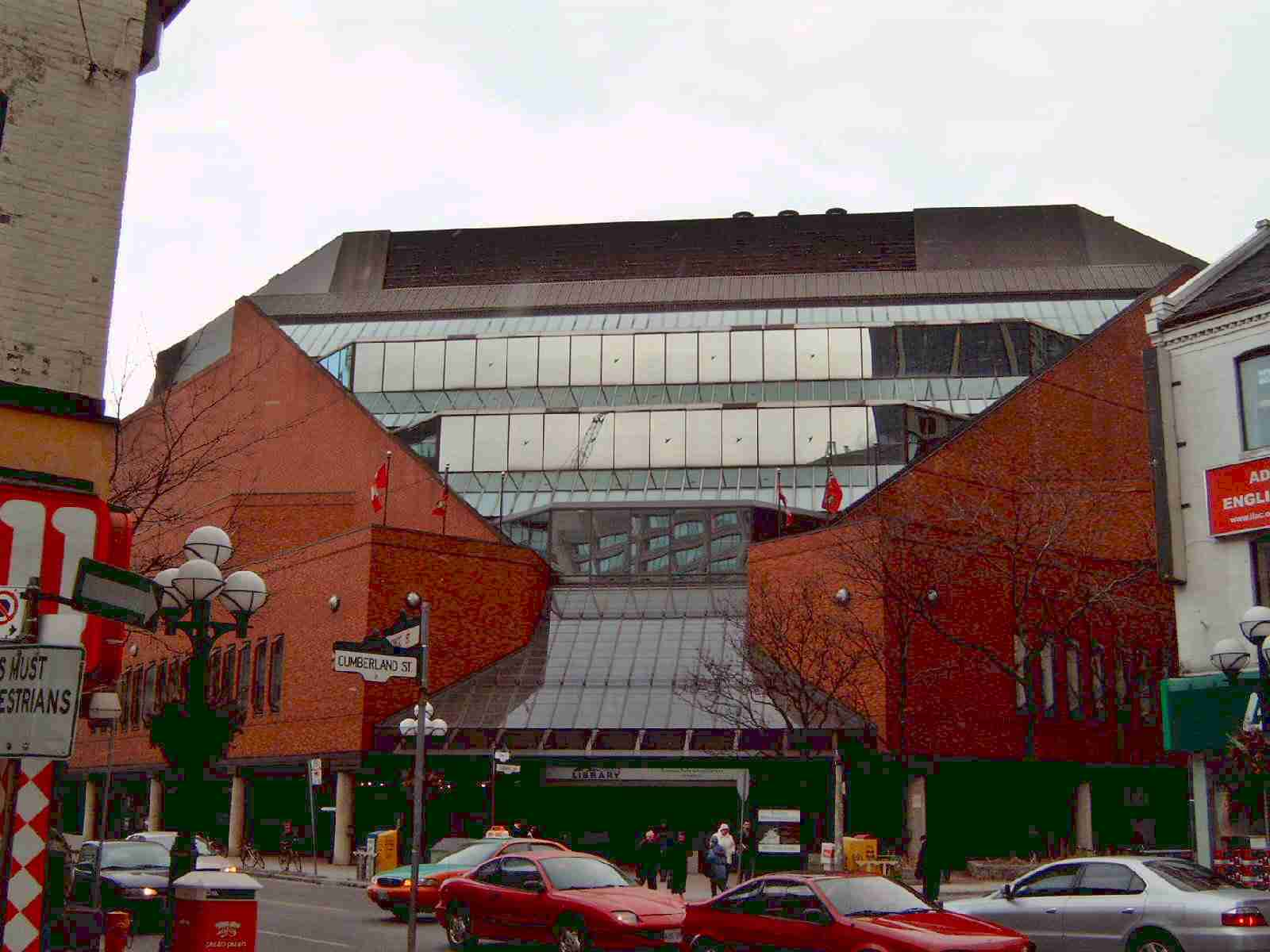
La biblioteca central de Toronto.

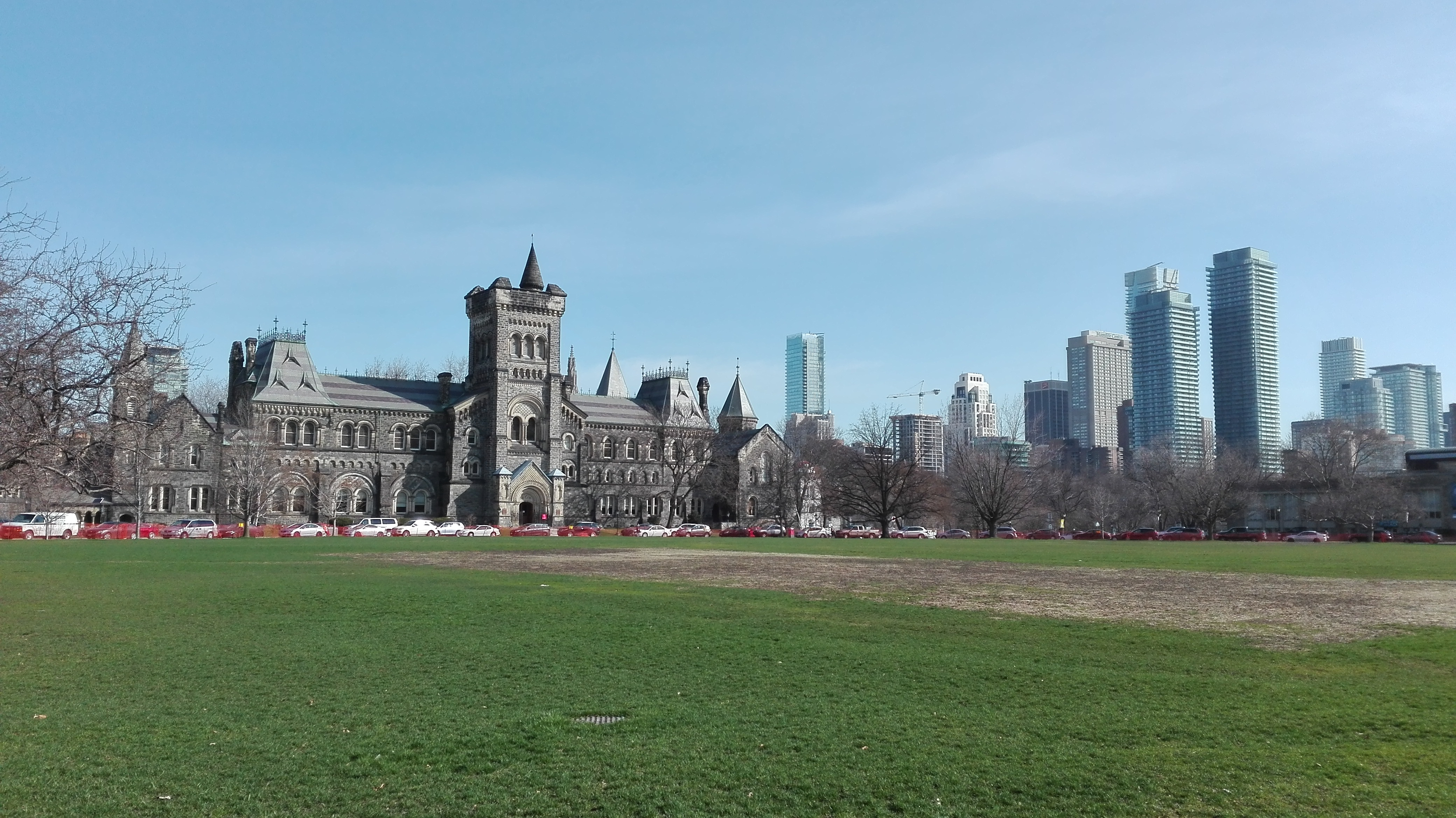
El campus central de la Universidad de Toronto.

Casi las tres cuartas partes de los estudiantes de las escuelas primarias y secundarias en Toronto se educa en el ámbito público de la ciudad. Los restantes lo hacen en instituciones católicas privadas. Toronto tiene tres universidades: la Universidad de Toronto, la Universidad de York y la Universidad Ryerson. La primera es la más antigua, fundada en 1827. Otras escuelas en Toronto incluyen a la Escuela Nacional del Ballet Clásico, la Universidad de Arte de Ontario y el Conservatorio Real de Música.

### Escuelas
El sistema público secular escolar de Toronto de educación en el idioma inglés está administrado por el Consejo Escolar del Distrito de Toronto (Toronto District School Board, TDSB). En total, este sistema administra 427 escuelas (se estima que son más de 300 000 estudiantes los que estudian en ellas anualmente, lo que hace del TDSB el mayor distrito escolar de Canadá y el cuarto mayor de América del Norte). El sistema católico de educación en el idioma inglés, Toronto Catholic District School Board, administra otras 80 escuelas, que son responsables de la educación de más de 70 000 alumnos. El sistema secular de educación en el idioma francés es el Conseil scolaire Viamonde. El sistema católico de educación en el idioma francés es la Junta Escolar del Distrito Católico Centro-Sur.

### Bibliotecas
El municipio de Toronto administra el mayor sistema de[bibliotecas públicas del país y el segundo más frecuentado del mundo en número de visitas, solo por detrás de Hong Kong. Son 99 bibliotecas repartidas por la ciudad, con más de nueve millones de artículos diferentes. La gran colección de libros, revistas, vídeos, CD, DVD y enciclopedias está disponible en diversos idiomas diferentes, siendo el inglés el más común. Se pueden encontrar materiales en más de 60 idiomas diferentes, los más frecuentes son: mandarín, cantonés, italiano, español, francés, portugués, vietnamita, hindi, latín y griego.

### Enseñanza superior
Toronto posee tres universidades. El campus central de la Universidad de Toronto (U of T) se localiza en el centro de la ciudad y es la mayor universidad de Canadá, empleando a nueve mil personas, y responsable de la educación de más de 53 000 estudiantes. La U of T también dispones de dos campus menores, uno en Scarborough y otro en Mississauga. Las tres juntas atienden cerca de 71 500 estudiantes al año. En Toronto se localizan otras dos universidades: la Universidad York, localizada en North York, y la Universidad Ryerson, localizada en el centro de la ciudad. La primera atiende a 45 000 estudiantes al año, y la segunda, a 20 000.
Toronto tiene también otras cinco facultades. La Facultad de Arte y Diseño de Ontario es una de las facultades de arte más prestigiosas de América del Norte. Las otras cuatro facultades —Seneca, Humber, Centennial e George Brown— poseen un total de 29 campus repartidos a lo largo de la ciudad.

## Gobierno

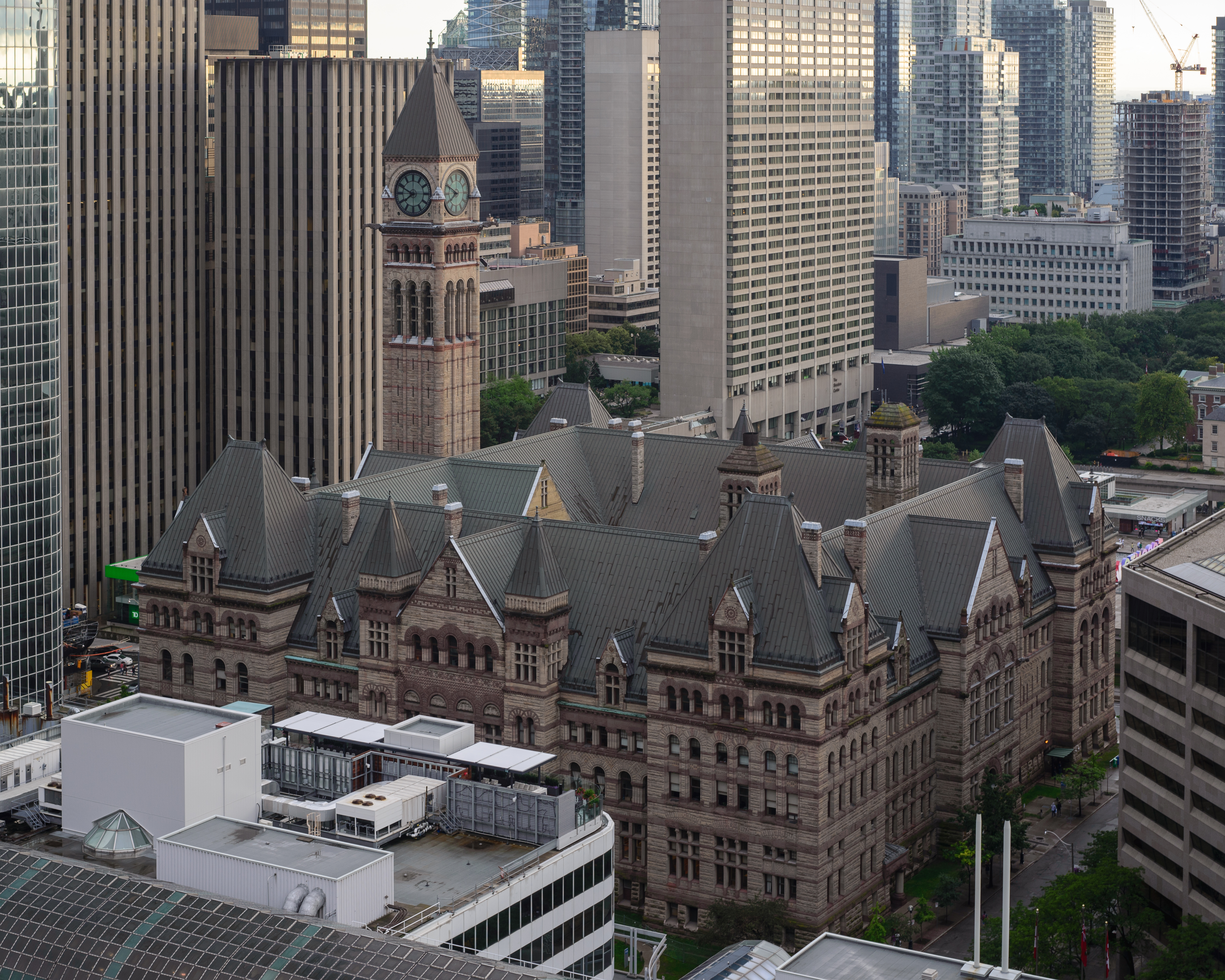
Old City Hall.

El gobierno de la ciudad se ubica en el Toronto City Hall, localizado en el centro financiero de la ciudad, próximo al Nathan Phillips Square. Fue construido durante los primeros años de la década de 1960, en el lugar donde se situaba la antigua Chinatown de la ciudad (que se mudó al cruce de Spadina Avenue con Dundas Street), sustituyendo al antiguo edificio del ayuntamiento, el Old City Hall. Hoy es uno de los puntos más conocidos de la ciudad.
Es fruto de uno de los mayores concursos de arquitectura jamás organizados por una ciudad. El jurado internacional formado para la ocasión tuvo que evaluar 520 proyectos de 42 países distintos. En 1958, el entonces alcalde de Toronto, Nathan Phillips, anunció el ganador del concurso: se trataba de Viljo Revell, un arquitecto finlandés. Las obras comenzaron en 1961 y la inauguración oficial tuvo lugar cuatro años más tarde, el 13 de septiembre de 1965.

## Cultura y entretenimiento

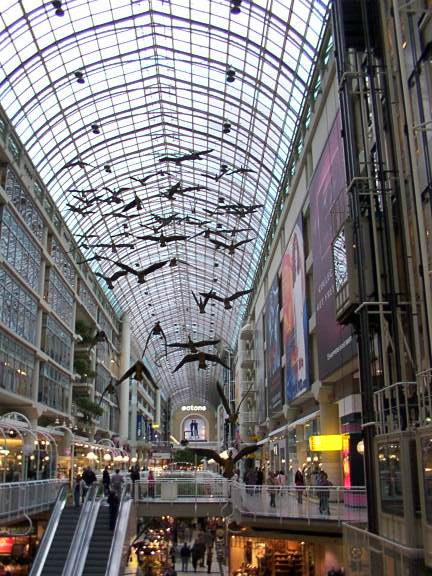
Interior del Eaton Centre, el centro comercial más conocido de la ciudad.

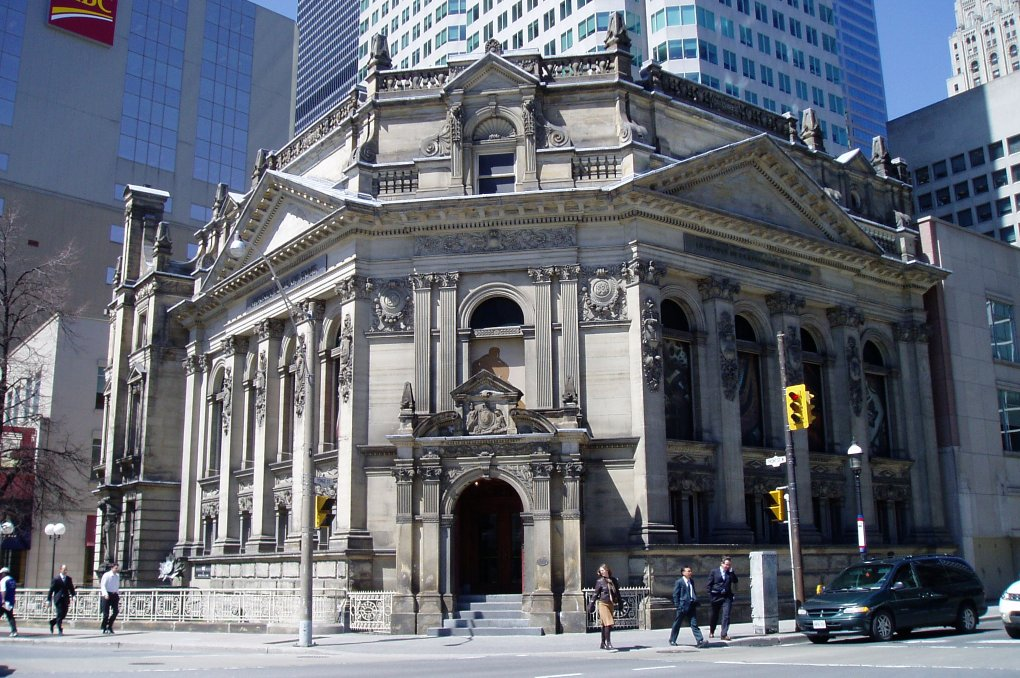
Hockey Hall of Fame.

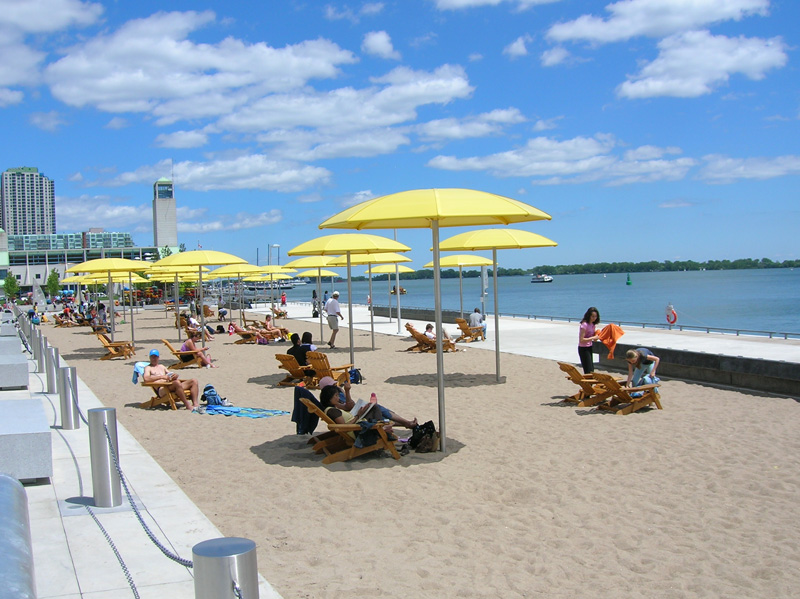
Playa urbana de Toronto.

La arquitectura de los edificios de Toronto es en su mayoría contemporánea, aunque algunos de los más antiguos tienen una arquitectura basada en el estilo gótico o en el estilo Art Déco. El cielo de Toronto está dominado por grandes rascacielos. Es la ciudad con los rascacielos más grandes en desarrollo y construcción de todo el hemisferio occidental.
Moderna, Contemporánea
- La Torre CN, la principal tarjeta de presentación de la ciudad y la cuarta estructura más alta del mundo no sostenida por cables y en tierra firme, solo siendo superada por el Burj Khalifa, el Tokyo Skytree y la Torre de televisión de Cantón. La torre tiene un total de 553 metros de altura, localizada en el centro de la ciudad, cerca del litoral, atrae a millones de turistas por año. Fue inaugurada en 1976.
- El Toronto City Hall, el edificio del ayuntamiento, es una distinguida atracción arquitectónica, con su estilo modernista, de aproximadamente 100 metros de altura. Próxima al ayuntamiento está el edificio del Consejo Municipal, que tiene la forma de una ostra. Los dos edificios que componen el ayuntamiento y el edificio del Consejo Municipal se localizan en una plaza de cinco hectáreas de superficie, la Nathan Phillips Square, localizada próxima al Old City Hall, el antiguo edificio del ayuntamiento.
- Toronto tiene numerosos rascacielos. Son en total 1623 edificios con más de 12 pisos. Toronto es considerada por Emporis la décima ciudad del mundo con el cielo más dominado por rascacielos. Varios de sus rascacielos están entre los más altos del mundo. Actualmente, el más alto de ellos, el First Canadian Place, tiene 298 metros de altura, es el rascacielos más alto de Canadá, el 12.º más alto de América del Norte por altura de la azotea (noveno por altura de la antena), y el 104.º más alto del mundo.

Neoclásica, Neogótica, Art Déco
- El nuevo edificio del ayuntamiento sustituyó al antiguo ayuntamiento de Toronto, un edificio construido en los moldes de la arquitectura Romanesque Revival, que data de 1896 y tiene 104 metros de altura.
- La Casa Loma es una gran mansión —que debido a su tamaño da la impresión de ser un castillo— inaugurada en 1918, con un área total de diecisiete mil metros cuadrados.
- La Union Station, la principal estación ferroviaria de la ciudad. Fue construida entre 1913 y 1927, e inaugurada oficialmente el 6 de agosto de 1926.

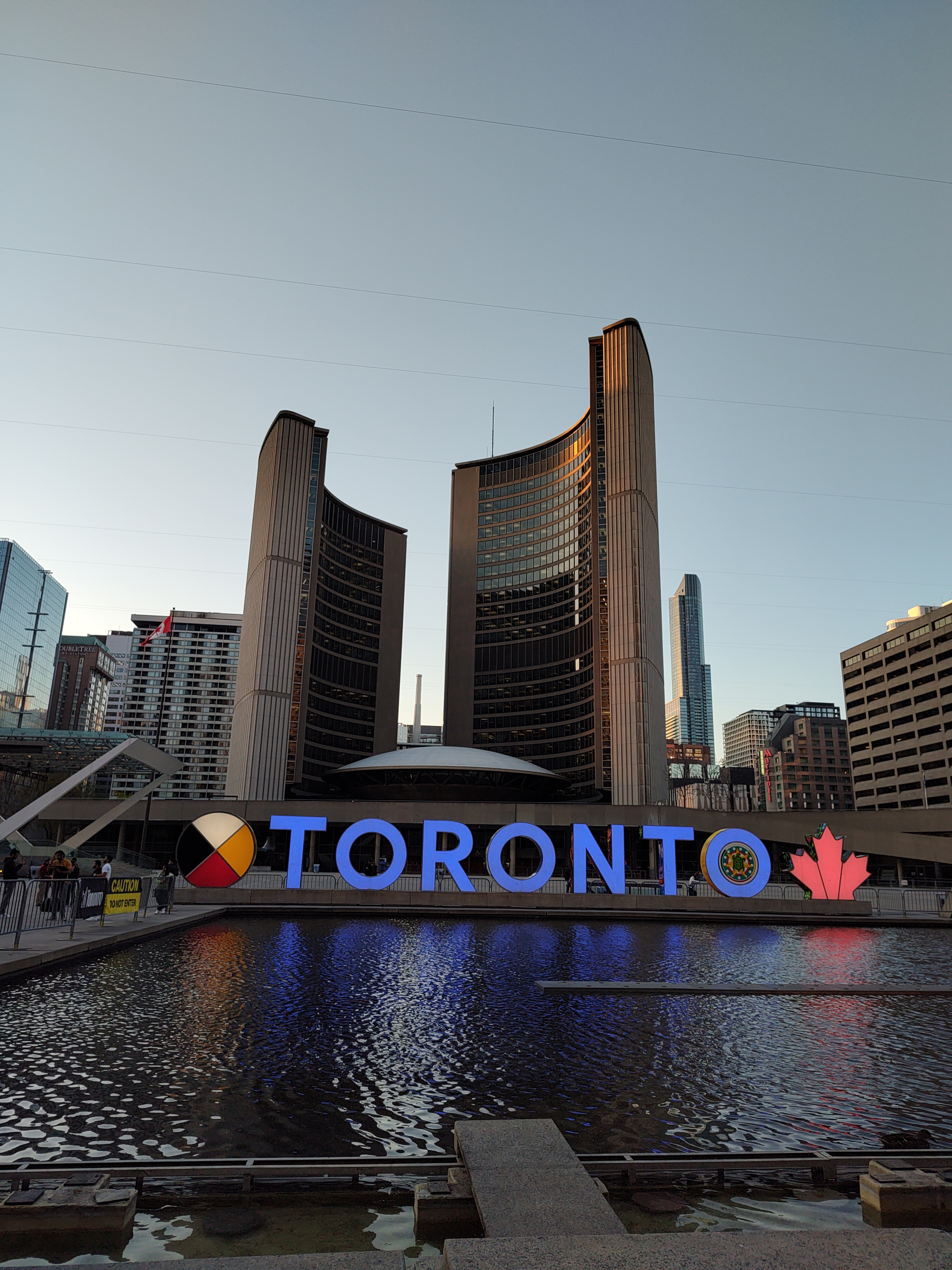
Nathan Philips Square en la noche.

### Artes
- El Real Museo de Ontario es el mayor museo de Canadá. Exhibe al público principalmente obras arqueológicas y paleontológicas. Posee una de las colecciones de más prestigio de objetos de la Antigua China.
- La Galería de Arte de Ontario alberga varias pinturas y esculturas de artistas de renombre internacional, tales como Henry Moore.
- El Ontario Science Centre es un museo de las ciencias y la tecnología. Está destinado especialmente a los niños.
- El área metropolitana de Toronto es el tercer mayor centro del teatro anglófono del mundo, solo por detrás de Nueva York y Londres, con más de 90 teatros repartidos por la metrópoli. En Toronto se localizan varios teatros de renombre, y varias compañías teatrales de Canadá también tienen aquí su sede.
- El National Ballet of Canada, el grupo de ballet más prestigioso de Canadá, tiene su sede en Toronto. La mayoría de los espectáculos del grupo se representan en el Hummingbird Centre.
- La Canadian Opera Company, la principal ópera del país, también tiene su sede en el Hummingbird Centre.
- En total, la ciudad cuenta con más de 50 compañías de ballet y danza, seis compañías de ópera y dos orquestas sinfónicas.
- Además, Toronto ha producido mucha música popular, y es lugar de origen de artistas como el rapero llamado Aubrey Graham (Drake), o el cantante Abel Tesfaye (The Weeknd).
- Toronto es un centro de la industria cinematográfica de América del Norte, y la producción de películas domésticas e internacionales es una de las principales fuentes de ingresos de la ciudad. Toronto es el escenario de diversas películas, que suele representar frecuentemente a grandes ciudades americanas como Nueva York y Chicago. Muchas películas americanas se estrenan primero en Toronto antes de ser lanzadas a una mayor escala. La importancia de la industria cinematográfica en la ciudad se pone de relieve con el Toronto International Film Festival (Festival Internacional de Cine de Toronto), el mayor festival cinematográfico del mundo, que rivaliza con el de Cannes en importancia.

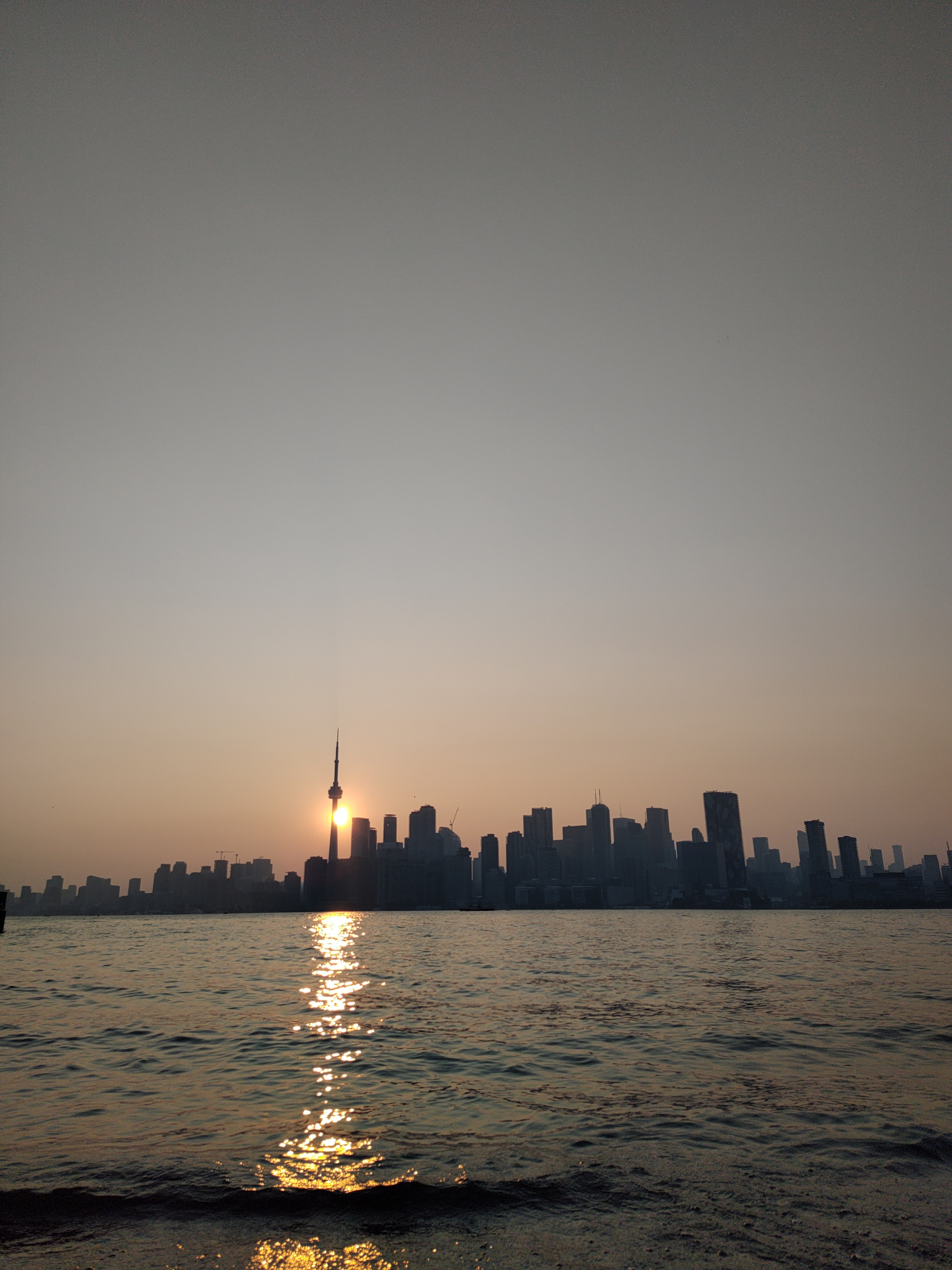
Vista desde las islas de Toronto.

### Ocio
Toronto posee seis grandes y modernos centros comerciales. El más conocido de ellos es el Eaton Centre, localizado en el centro de la ciudad, próximo a la Nathan Phillips Square, y uno de los principales puntos turísticos de la ciudad. Otros grandes centros comerciales son el Yorkdale Shopping Centre, el Scarborough Town Centre, los Sherway Gardens y el Fairview Mall, todos con doscientas tiendas o más. Por la ciudad se reparten otros tantos centros comerciales de menor renombre.
- El Parlamento de Ontario se localiza en el Queen's Park.
- Aunque no sea especialmente conocida por sus áreas verdes, Toronto cuenta con varios parques y playas. Las dos mayores áreas verdes de la ciudad son las Islas Toronto (con 230 hectáreas de tamaño) y la Leslie Street Spit, con aproximadamente 200 hectáreas. Otros parques populares de la ciudad son el High Park, el Sunnybrook Park, el Rouge Park y el Christie Pits.
- Las aguas del litoral del lago Ontario se congelan durante los días más fríos del invierno, lo que las convierte en una atracción turística más.

## Deportes
Toronto es la única ciudad canadiense con representantes en casi todas las ligas deportivas profesionales de América del Norte, contando con equipos en la National Hockey League, Major League Baseball, National Lacrosse League, National Basketball Association, Canadian Football League, Major League Soccer, Canadian Rugby Championship y Major League Rugby.
Al lado de la Torre CN se encuentra el Rogers Centre (antiguo nombre: SkyDome), un gran estadio, inaugurado en 1989, el primero del mundo con un techo totalmente retráctil, y sede de los Toronto Blue Jays (el principal equipo de béisbol de Toronto) y, durante varias décadas, de los Toronto Argonauts (su principal equipo de fútbol canadiense). El club de fútbol de la ciudad es el Toronto FC, que juega en la Major League Soccer y su estadio es el BMO Field, también el actual estadio de los Toronto Argonauts. En la intersección con la Bay Street, la York Street y la Gardiner Expressway se encuentra el Air Canada Centre. Es la sede de Toronto Raptors (el principal equipo de baloncesto de la ciudad) y de los Toronto Maple Leafs (el principal equipo de hockey sobre hielo). Todos los equipos mencionados juegan en las principales ligas de América del Norte de los respectivos deportes.
Toronto es la sede del Hockey Hall of Fame, donde se rinde homenaje a los jugadores más importantes del hockey sobre hielo, el deporte nacional de Canadá.
El Gran Premio de Toronto se disputa desde 1986 y desde 2009 es una carrera de la IndyCar Series. Se disputa en un circuito callejero en el Exhibition Place, y es la tercera carrera de automovilismo callejera más antigua de América del Norte.
La ciudad fue candidata para acoger los Juegos Olímpicos de 1996 y 2008, los cuales terminaron siendo otorgados a Atlanta y Pekín, respectivamente. El Comité Olímpico Canadiense está considerando postular a Toronto para recibir los Juegos Olímpicos de 2020 y 2024. Pese a los intentos fallidos por albergar unos Juegos Olímpicos, en 2015 la ciudad fue sede de los Juegos Panamericanos, evento multideportivo exclusivo para los países de América.
| Equipo              | Liga | Deporte            | Recinto           | Fundación | Campeonatos |
| ------------------- | ---- | ------------------ | ----------------- | --------- | ----------- |
| Toronto Argonauts   | CFL  | Fútbol canadiense  | BMO Field         | 1873      | 17          |
| Toronto Maple Leafs | NHL  | Hockey sobre hielo | Air Canada Centre | 1917      | 13          |
| Toronto Maple Leafs | IBL  | Béisbol            | Christie Pits     | 1969      | 8           |
| Toronto Rock        | NLL  | Box lacrosse       | Air Canada Centre | 1998      | 5           |
| Ontario Blues       | CRC  | Rugby              | Fletcher's Fields | 2009      | 5           |
| Toronto Blue Jays   | MLB  | Béisbol            | Rogers Centre     | 1977      | 2           |
| Toronto Raptors     | NBA  | Baloncesto         | Air Canada Centre | 1995      | 1           |
| Toronto FC          | MLS  | Fútbol             | BMO Field         | 2006      | 1           |
| Toronto Xtreme      | RCSL | Rugby              | Fletcher's Fields | 1999      | 0           |
| Toronto Marlies     | AHL  | Hockey sobre hielo | Ricoh Coliseum    | 2005      | 0           |
| Toronto Arrows      | MLR  | Rugby              | Estadio Lamport   | 2017      | 0           |

| Predecesor: Guadalajara | Ciudad Panamericana 2015 | Sucesor: Lima |

## Turismo
Toronto es la ciudad canadiense más visitada por los turistas, recibiendo cada año más de cuatro millones de turistas y ocupando el puesto 14. La siguiente ciudad del país, Montreal, queda muy lejos con 679 000 turistas, según un estudio realizado con relación al año 2006. La mayor atracción de la ciudad sigue siendo la Torre CN, la cuarta estructura más alta del mundo sólo superada por el Burj Khalifa, el Tokyo Skytree y la Torre de televisión de Cantón y que ha permanecido 30 años en la primera posición de los mayores rascacielos del mundo.

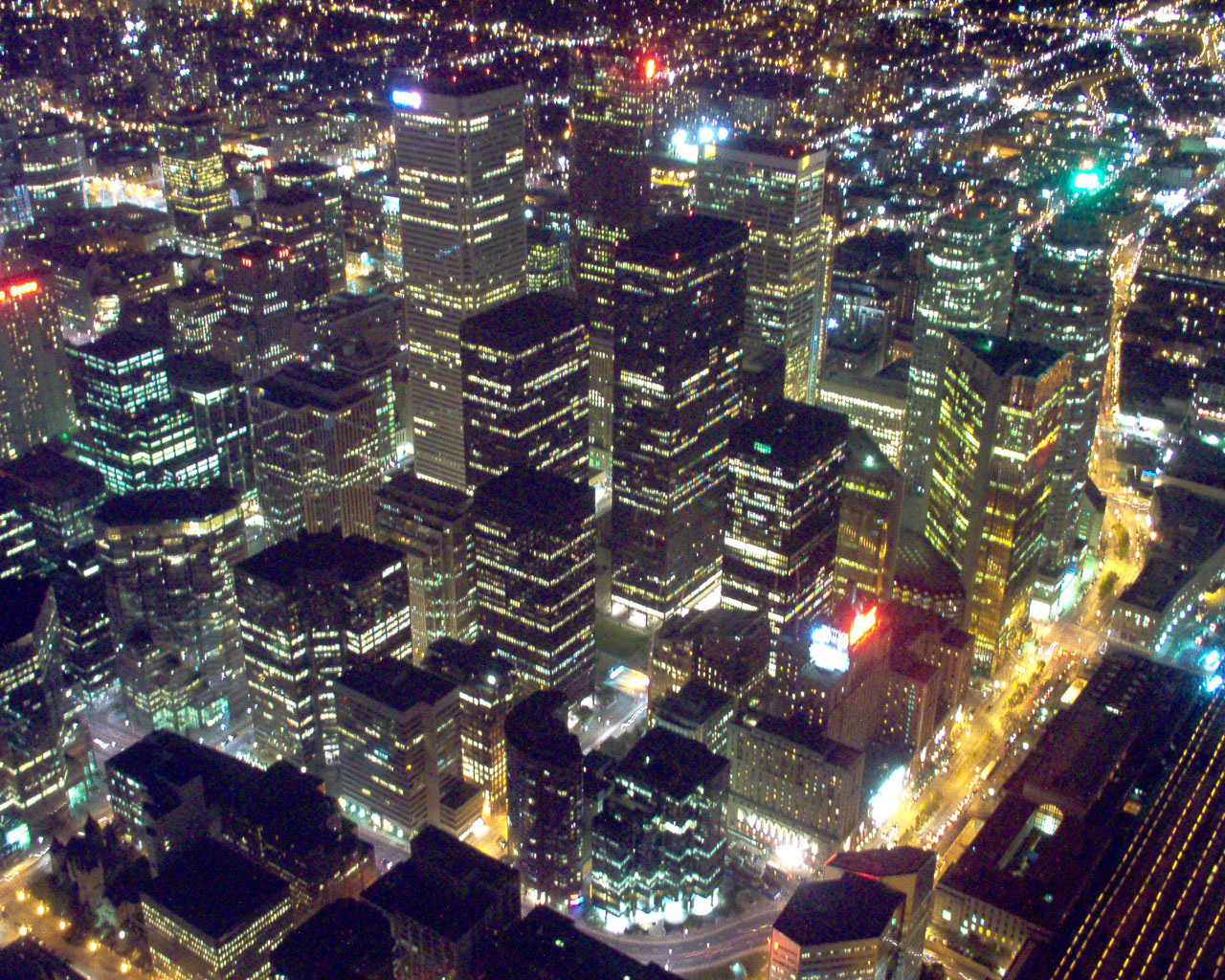
El centro de Toronto visto de noche.

Gracias a las más de 80 nacionalidades que han ido inmigrando a la ciudad durante los últimos doscientos años, Toronto dispone de multitud de zonas multiculturales entre las que se encuentran Portugal Villa, Chinatown, Little Budapest, Little Italy, Little Poland, Greektown, Little India, Koreatown y el área que rodea a la Bathurst Street, poblada por la comunidad caribeña. Cada uno de estos barrios celebran las fiestas nacionales del mismo modo que sus compatriotas y abrieron negocios, tales como restaurantes, permitiendo a los turistas y a los torontonianos disfrutar y contemplar el ambiente como si estuvieran en el país de origen del barrio.
Durante todo el día existen excursiones organizadas para recorrer el lago Ontario y sus islas. En el lago se encuentran el Queens Quay, un muelle con más de cien comercios que ofrecen las típicas artesanías canadienses. Otro muelle importante es el Harbourfront Antique Market, especializado en antigüedades. En cuanto a las islas destaca Centre Island, cuyo principal reclamo es su "Centreville", una réplica en miniatura de una ciudad de Ontario de comienzos del siglo XX a escala 1/12.

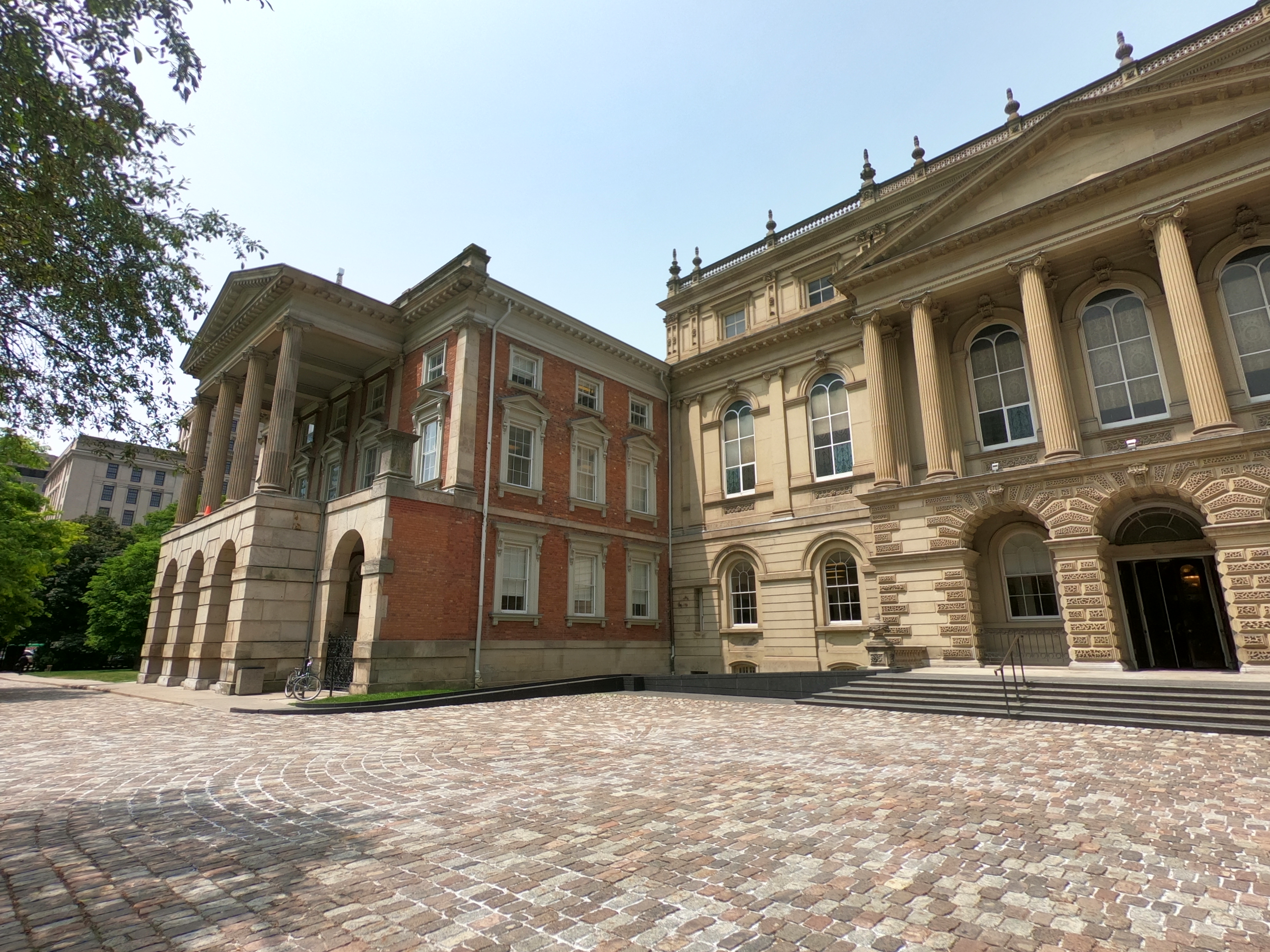
Edificio en el centro de Toronto

En el turismo cultural, Toronto es el tercer mayor centro de teatro de habla inglesa con sus 44 salas en total y más de 140 compañías artísticas. Los edificios culturales más importantes son el Royal Ontario Museum (el museo más importante del país), la Art Gallery of Ontario y el Ontario Science Center, como se detalla más a fondo en la sección de Artes.
La gastronomía típica de la ciudad destaca por dos platos imprescindibles, el salmón y el venado. Una de las citas culinarias obligadas para los amantes de la gastronomía internacional que se den cita en Toronto es el St. Lawrence Market, situado en la misma calle que da nombre al mercado, y que abre los sábados. En él se puede disfrutar de caviares nacionales e importados y multitud de ahumados, siendo el producto estrella el "American Candy" (Caramelo Norteamericano), que es salmón canadiense curado con jarabe de arce y espolvoreado con pimienta. Otra especialidad de la ciudad es, sorprendentemente, el vino. El vino típico es el "Ice Wine" (vino de hielo), ya que está hecho con racimos cosechados después de congelarse en la misma viña, de ahí su nombre. Una vez prensadas, las uvas congeladas desprenden un dulce jugo que produce un vino con aroma a vainilla, nuez y miel.
El Festival Internacional de Cine de Toronto, es una de las fechas señaladas para los turistas y los amantes del cine.

### Sitios y eventos turísticos
- Torre CN, de 553 m.

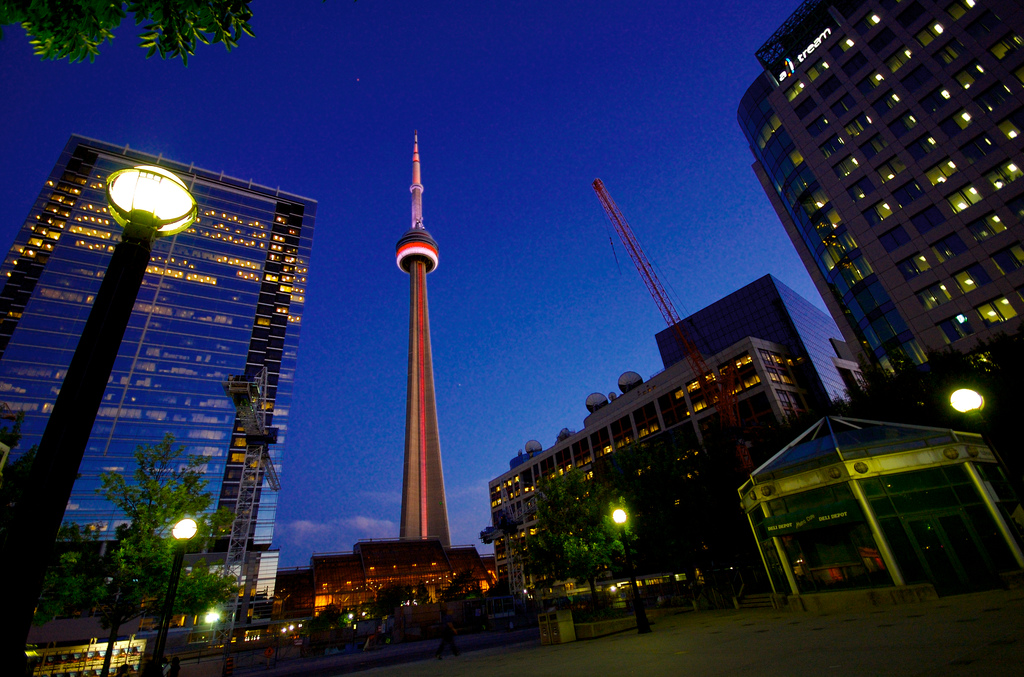
Vista nocturna de la Torre CN

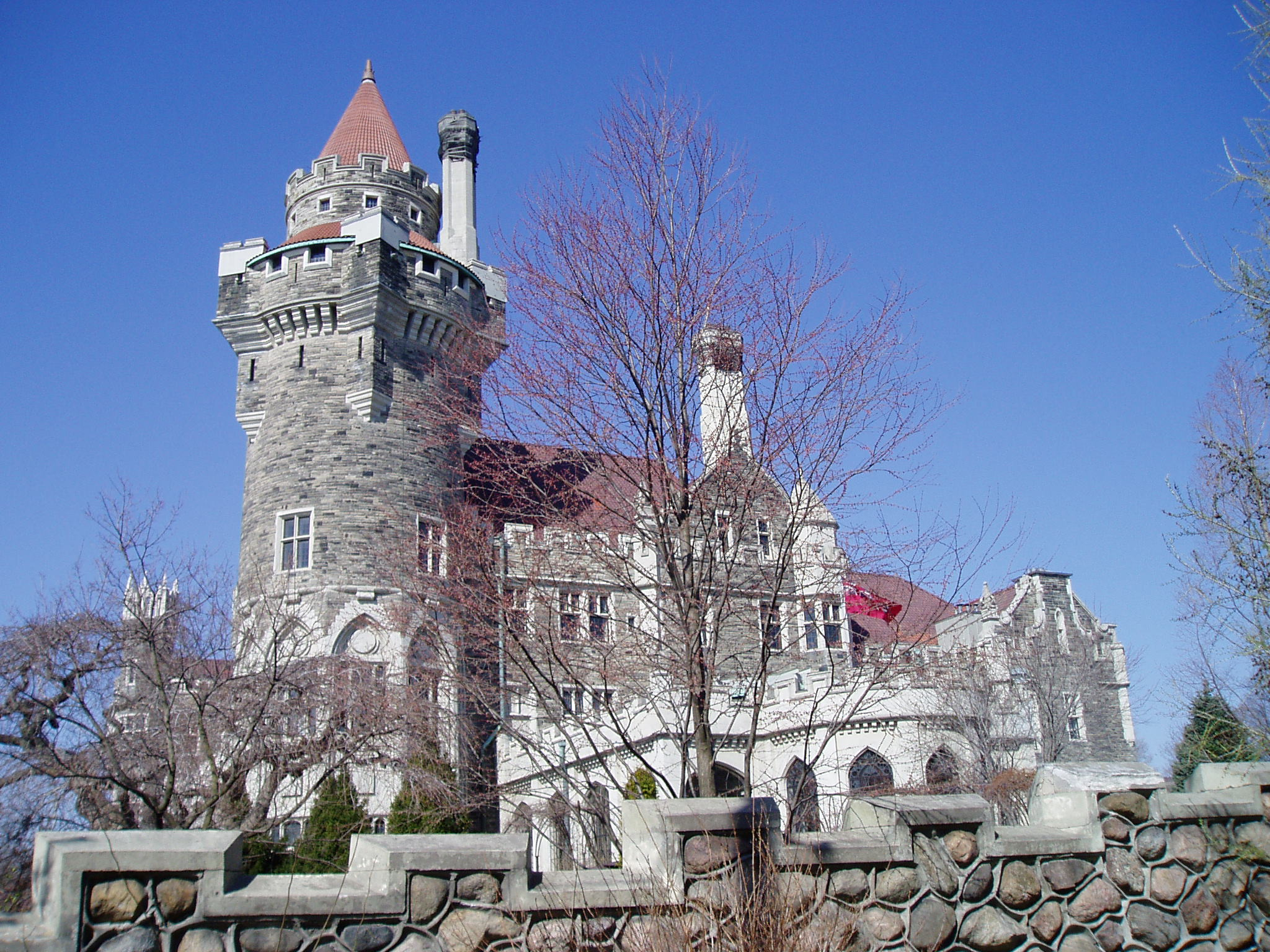
Casa Loma

- SkyDome o Rogers Centre, centro deportivo.
- Air Canada Centre, centro deportivo.
- Toronto City Hall.
- Osgoode Hall
- Toronto Eaton Centre, centro comercial.
- Queen's Park, sitio del Edificio Legislativo de Ontario.
- St. Michael's Cathedral, la catedral de la archidiócesis de Toronto.
- St. James Cathedral, la catedral de la diócesis anglicana de Toronto.
- Princess of Wales Theatre y Royal Alexandra Theatre.
- Museo Real de Ontario (Royal Ontario Museum).
- Galería de Arte de Ontario (Art Gallery of Ontario).
- Universidad de Toronto.
- Museo Bata Shoe (Bata Shoe Museum).
- Museo Gardiner de arte cerámico (Gardiner Museum of Ceramic Art).
- Castillo Casa Loma.
- Edificio Legislativo de OntarioLe Petit Glenn.
- Yonge-Dundas Square.
- High Park.
- Harbourfront.
- Barrio de Yorkville.

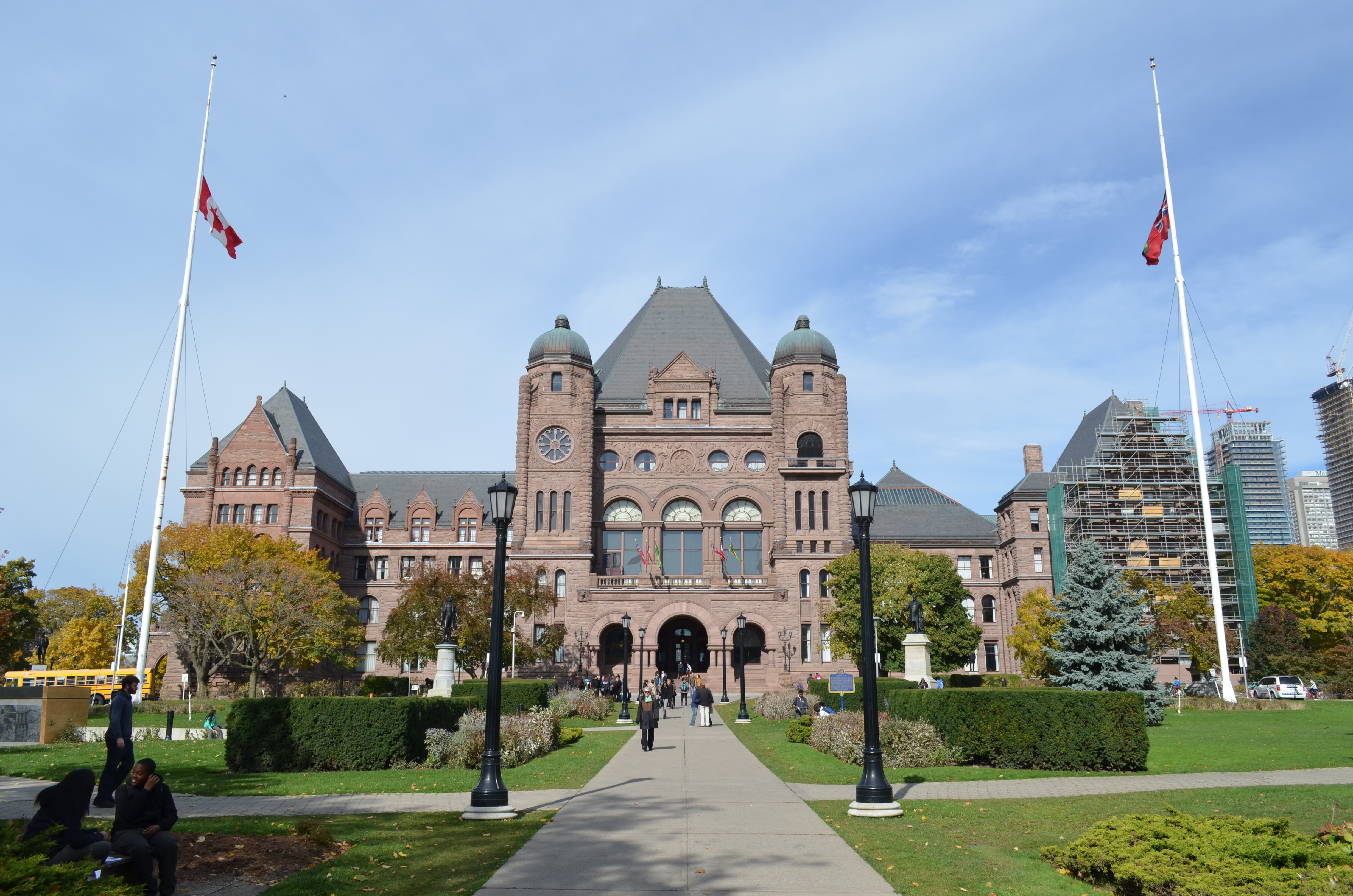
Edificio Legislativo de Ontario

- Barrio Pequeña Italia / Little Italy.
- Barrio Chino / Chinatown.
- Kensington Market.
- Centro de ciencias de Ontario (Ontario Science Centre).
- Toronto Zoo, parque zoológico.
- Canada's Wonderland, parque de diversiones.
- TIFF - Toronto International Film Festival / Festival Internacional de Cine de Toronto.
- Pride Week.
- Nuit Blanche.
- Caribana.
- Much Music Video Awards / Premios de video de Much Music.

## Transportes

### Transporte público

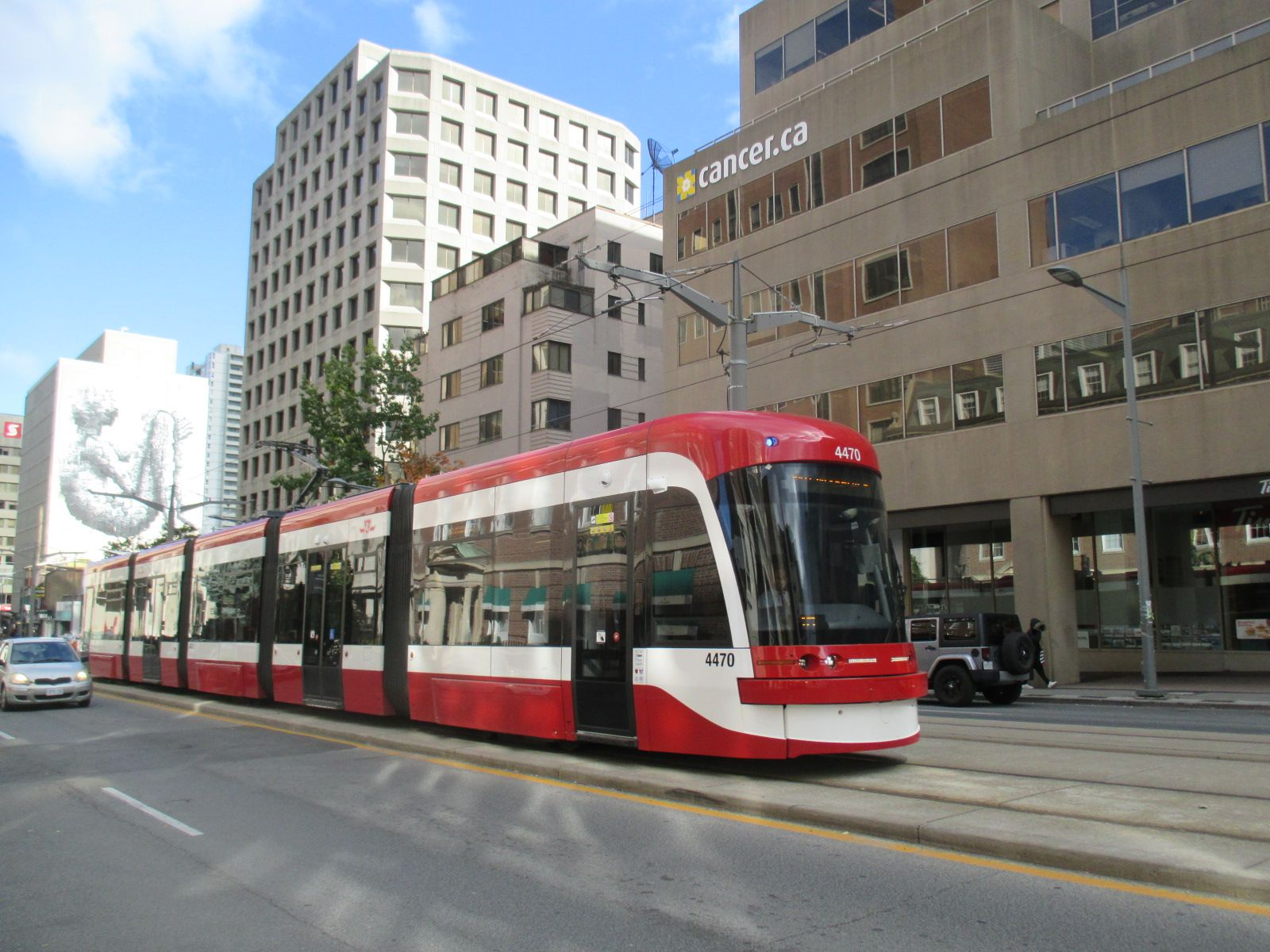
Un tranvía de la Toronto Transit Commission, el sistema de transporte público de Toronto, en la St. Clair Avenue.

El suministro de servicios de transporte público en Toronto corre a cargo de la Toronto Transit Commission (Comisión de Tráfico de Toronto), que controla las rutas de autobuses, tranvías y metro que operan dentro de la ciudad. El sistema de transporte público de Toronto es uno de los más autosuficientes de América del Norte, ya que genera cerca de un 81 % de los beneficios necesarios para su mantenimiento. Aun así, este sistema ha recibido presupuestos insuficientes por parte de la ciudad y de la provincia los últimos años, lo que ha causado una caída en la eficiencia de este sistema.
A partir de julio de 2023, sirven a la ciudad casi 200 líneas de autobuses y 10 de tranvías. Toronto es actualmente la única ciudad del continente americano, así como una de las pocas ciudades del mundo, en tener un sistema extensivo de tranvías, volcado únicamente hacia el suministro de transporte público. Las líneas de tranvía operan principalmente en el centro de la ciudad, en varias de las calles y avenidas más frecuentadas. Todas las líneas de tranvía y la gran mayoría de las líneas de autobuses (a excepción de una) se conectan en algún punto con una estación de metro. El sistema de metro de Toronto posee 70 kilómetros de extensión y un total de 80 estaciones, repartidas en cuatro líneas diferentes. Fue el primer sistema de metro de Canadá, habiendo sido inaugurado en 1954.
El sistema de transporte público de Toronto está totalmente integrado. Cerca de 1,3 millones de personas usan este sistema diariamente.

#### Estadísticas de transporte público
De acuerdo con el reporte realizado por Moovit en julio de 2017, el promedio de tiempo que las personas pasan en transporte público en Toronto, por ejemplo desde y hacia el trabajo, en un día de la semana es de 96 min, mientras que el 34 % de las personas pasan más de 2 horas todos los días. El promedio de tiempo que las personas esperan en una parada o estación es de 14 min, mientras que el 10 % de las personas esperan más de 20 minutos cada día. La distancia promedio que la gente suele recorrer en un solo viaje es de 10 km, mientras que el 25 % viaja por más de 12 km en una sola dirección.

### Autopistas

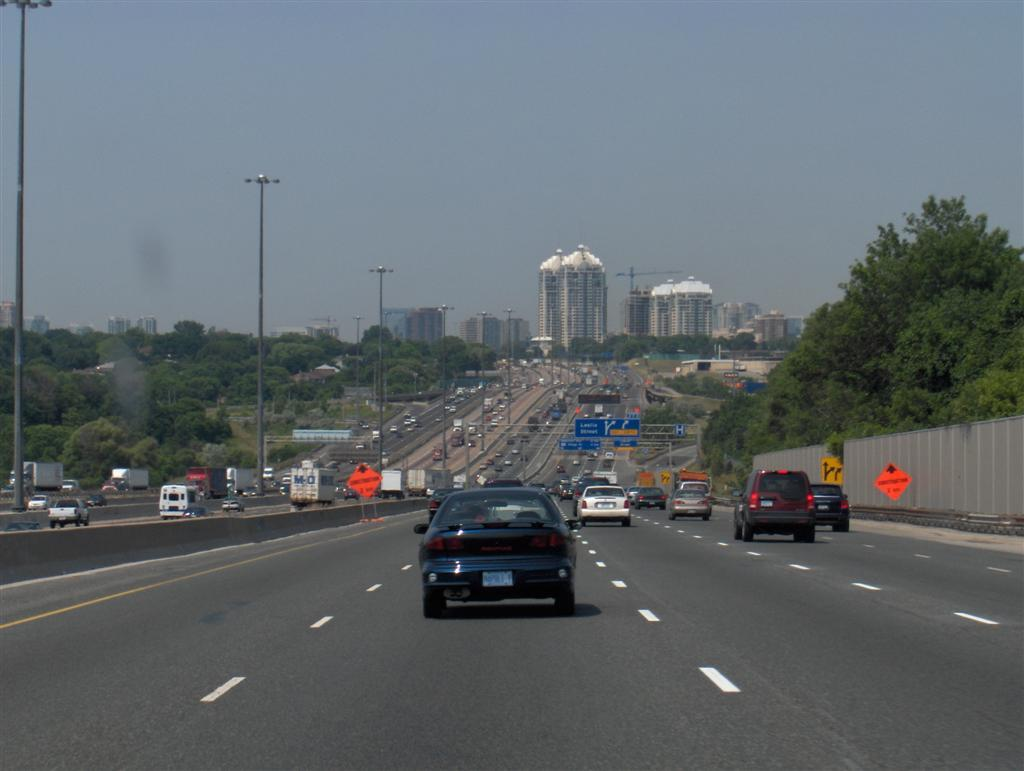
Vista de la Macdonald-Cartier Freeway y del cruce en trébol que forma con la Leslie Street.

Aunque Toronto tiene una red de autopistas, esta no es tan extensa y eficiente como las de varias de las grandes ciudades americanas, o como por ejemplo la de Montreal. Algunas ciudades pertenecientes al área metropolitana de Toronto, sin embargo, cuentan con una red de autopistas bien desarrollada, como es el caso de Mississauga y Brampton. En total, nueve autopistas pasan por Toronto, que cuentan juntas con 75 kilómetros de extensión.
La Don Valley Parkway conecta los barrios de la región norte y de la región este con el centro de la ciudad, mientras que la Gardiner Expressway conecta los barrios del oeste de la ciudad al centro. La Don Valley termina en la Macdonald-Cartier Freeway. Continúa al norte como Highway 404, comunicando los barrios del extremo norte con varias de las ciudades de la Municipalidad Regional de York. La Gardiner termina en la Highway 427 y continúa al oeste bajo la denominación de Queen Elizabeth Way, pasando por Mississauga, Oakville, Hamilton, St. Catharines, Niagara Falls y terminando en Búfalo, Estados Unidos.
La Macdonald-Cartier Expressway, o Highway 401 —que conecta Windsor con el extremo oriental de Ontario (continuando después en el Quebec como Auto-route 20, hasta Rimouski)— pasa por Toronto. El tramo de esta autopista en su área urbana, entre Mississauga y Oshawa, es el más transitado del mundo (y también uno de los más congestionados).
La Highway 400 (que se inicia en la Macdonald-Cartier Expressway) es la principal ruta de transporte entre el área metropolitana de Toronto y las regiones central y noroeste de Ontario. La Highway 427 es la segunda autopista más transitada de América del Norte, conectando la Gardiner y la Queensway con la Macdonald-Cartier, hasta el extremo norte de la Municipalidad Regional de York y de Peel. Gran parte de su trayecto sirve como frontera entre Toronto y la Municipalidad Regional de Peel, y entre Peel y York. En el camino se localiza la Highway 409, una autopista corta que conecta la Macdonald-Cartier con el Aeropuerto Internacional de Toronto, pasando por la 427. La Macdonald-Cartier también interseca la Allen Road.
La Highway 407 no pasa por Toronto, pero es una de las principales autopistas de su área metropolitana. Esta autopista es de peaje, que se cobra electrónicamente y de forma automática cuando un automóvil accede a la misma, a través de cámaras que registran la matrícula del vehículo.

### Vías férreas

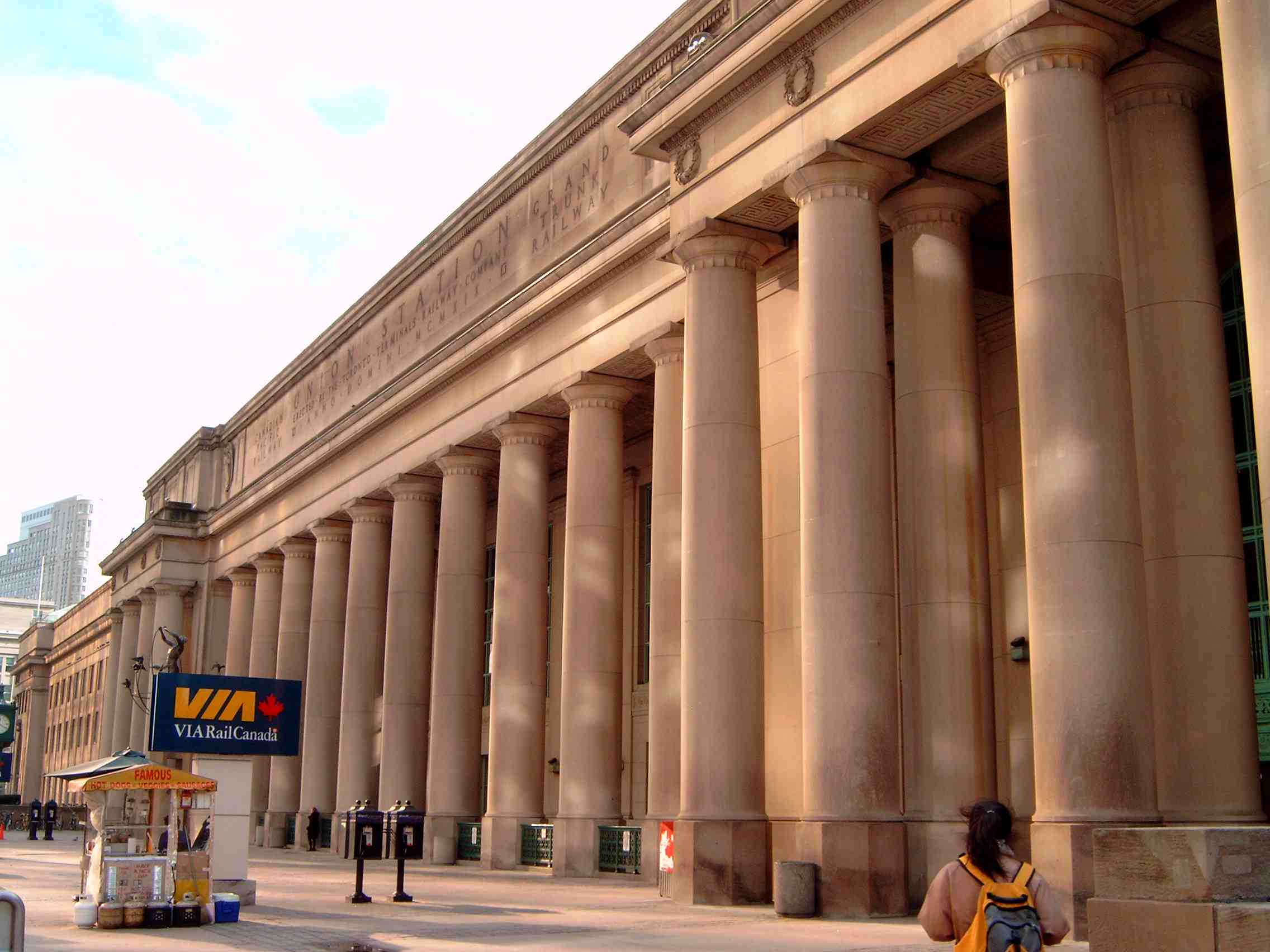
La Union Station.

Toronto cuenta con cerca de 175 kilómetros de vía férrea. La ciudad dispone de estaciones de trenes para locomoción entre las ciudades que componen el área metropolitana de Toronto y de una estación central, la Union Station, localizada en el centro de la ciudad. Esta estación, construida en el siglo XIX, es al mismo tiempo una de las estaciones más frecuentadas del metro de Toronto y atiende también a dos líneas de tranvía.
Los trenes de GO Transit, que tienen como principal base de operaciones la Union Station, ofrece trayectos interurbanos en horarios regulares entre el centro de Toronto y sus barrios más distantes, así como otras ciudades que forman parte del área metropolitana de Toronto.

### Aeropuertos

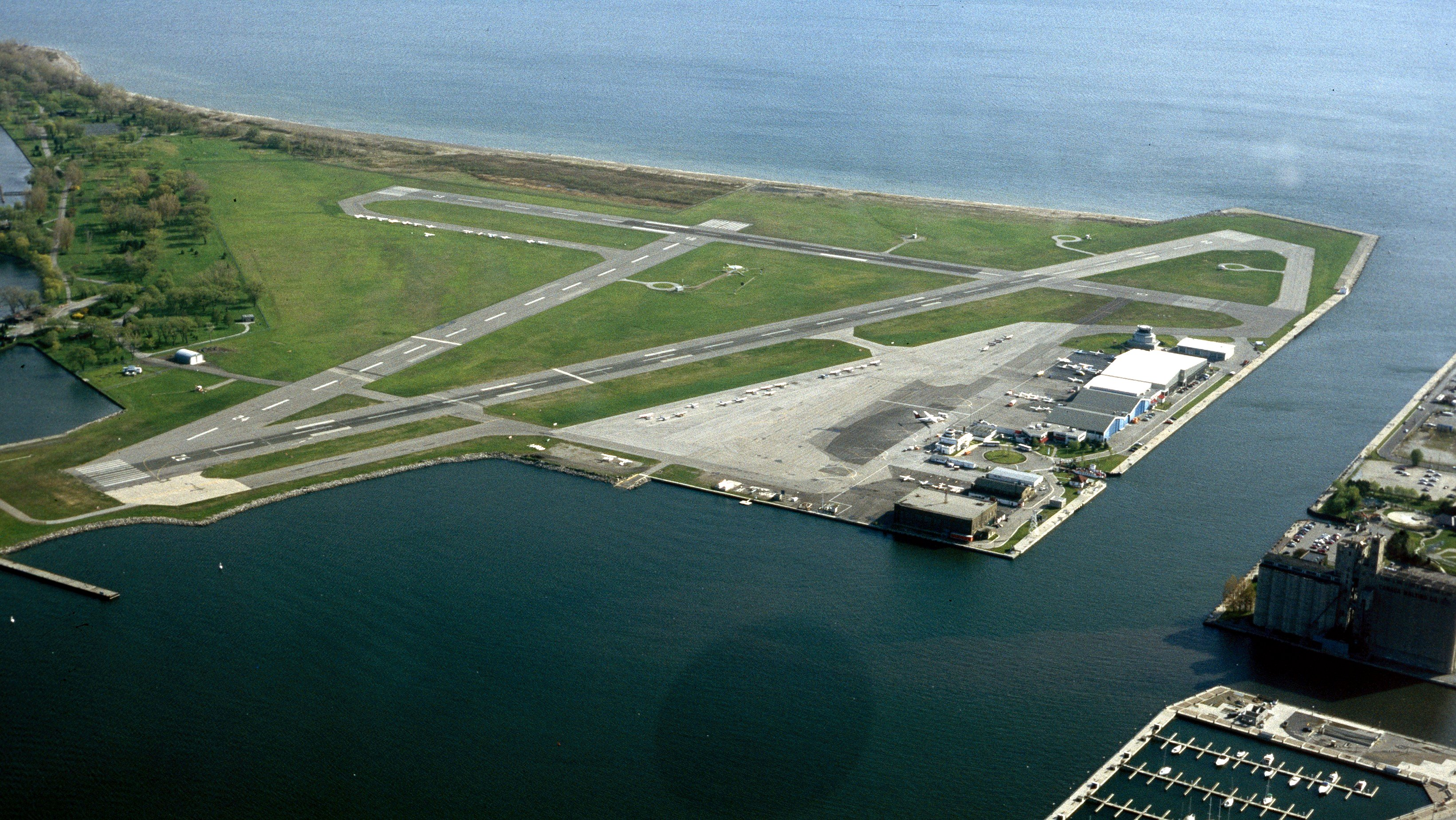
Vista del Aeropuerto Toronto City Centre.

Toronto tiene dos aeropuertos dentro de la ciudad propiamente dicha, y un total de ocho en su área metropolitana.
El principal aeropuerto de la ciudad es el Aeropuerto Internacional Toronto Pearson (YYZ) (o Aeropuerto Internacional Lester B. Pearson), que no está localizado en la ciudad de Toronto propiamente dicha, sino en la ciudad vecina de Mississauga. Es el cuarto aeropuerto internacional más transitado de todo el continente americano, y el más transitado del país.
La ciudad posee dos aeropuertos dentro de sus límites municipales. Uno de ellos es el Aeropuerto Toronto City Centre (YTZ), localizado en las Islas Toronto, y sirve primariamente a los vuelos de aviación general, aunque la Air Canada Jazz, una filial de la Air Canada, opera un vuelo entre el aeropuerto y Ottawa. Está conectado al continente a través de un ferry. El segundo aeropuerto es la Base Aérea Downsview (C.F.B. Downsview), localizado en North York, que sirve como base militar de la Fuerza Aérea de Canadá, así como de base de pruebas para la fabricante de aviones Bombardier.

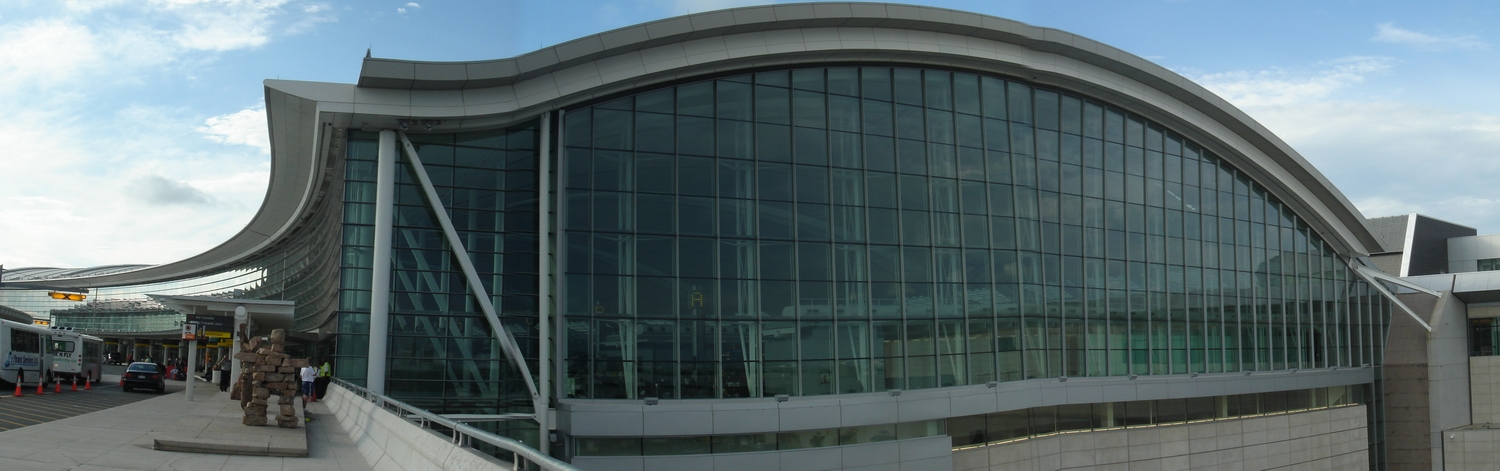
Terminal 1 del Aeropuerto Internacional Toronto Pearson.

El Aeropuerto Internacional de Hamilton-Munro es un aeropuerto que sirve como alternativa al Lester B. Pearson. No está localizado propiamente en el área metropolitana de Toronto, sino en Hamilton, localizado a 85 kilómetros al suroeste de Toronto, y sirve de base para las aerolíneas de bajo coste y vuelos chárter.
Otros aeropuertos del área metropolitana de Toronto, que atienden sólo vuelos de aviación civil, están localizados en Buttonville, Markham, Oshawa, Brampton y Burlington.
Se han efectuado vuelos con hidroaviones entre Toronto y la región de las Cataratas del Niágara, aunque este servicio ya no existe.

### Puerto y ferries

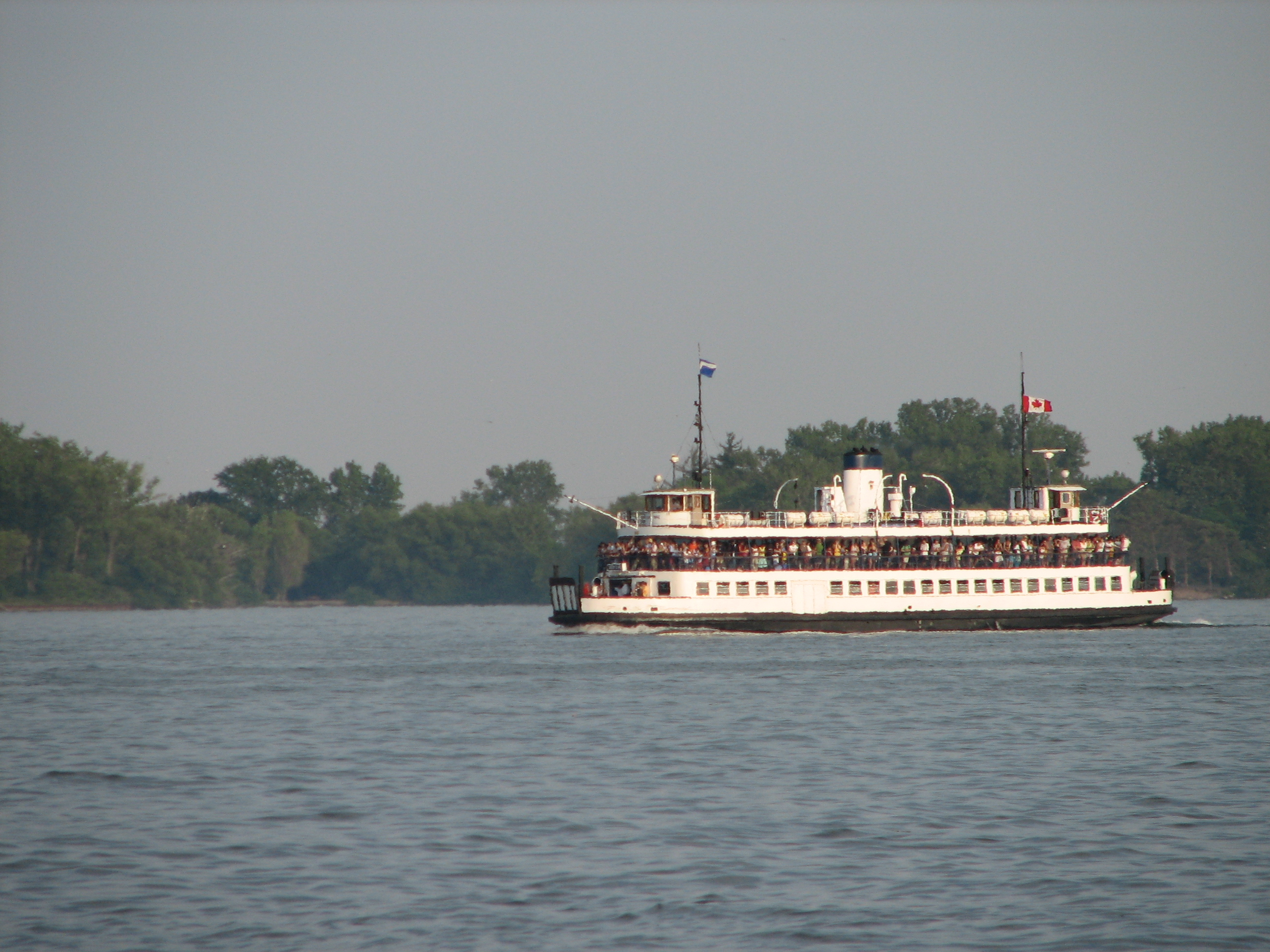
Vista del ferry que conecta Toronto con las Islas Toronto.

El Puerto de Toronto, localizado próximo al centro de la ciudad, mueve cerca de dos millones de toneladas de carga al año, a través de barcos de pequeño y mediano porte. Para recibir barcos de gran porte, Toronto hace uso del puerto de Montreal (a través de una conexión ferroviaria).
El transporte entre Toronto y las Islas Toronto se efectúa a través de ferris. El servicio es suministrado por el Departamento de Parques y Recreación de Toronto. Las balsas recorren diariamente el trecho entre la Bay Street y las islas, parando en tres de ellas.
El 17 de junio de 2004 se inauguró un servicio de ferry, de pasajeros y de alta velocidad, entre Toronto y Rochester, Nueva York. El barco fue apodado The Breeze. Sin embargo, este servicio fue suspendido después de 11 semanas, cuando la compañía que lo dirigía pasó a tener dificultades económicas. El barco de la compañía —anteriormente con sede en Toronto— fue comprado después de la quiebra de la compañía por una subsidiaria del municipio de Rochester, y volvió a navegar la ruta Toronto-Rochester el 30 de junio de 2005, esta vez con el apodo The Cat.

## Problemas actuales
Uno de los apodos de Toronto es Toronto the good ("Toronto la buena"). Es de hecho una de las mejores ciudades para vivir, según varias investigaciones públicas y privadas. Por ejemplo, tiene una bajísima tasa de criminalidad, para una ciudad de este tamaño. Para la Places Rated Almanac, Toronto es el área metropolitana más segura de América del Norte. Aun así, la ciudad tiene sus problemas, que están presentes en casi toda gran ciudad.

### Viviendas y gente sin techo (homeless)
Los precios de compra y mantenimiento de las residencias en general en Toronto son de los mayores de Canadá. Una casa con tres habitaciones y 200 metros cuadrados de área útil cuesta de media 350 000 dólares canadienses. Los precios del alquiler también están aumentando paulatinamente. La falta de viviendas de bajo coste ha llevado a un aumento de los sin techo en la ciudad. Actualmente, el número de sin techo es de aproximadamente diez mil, que por lo general son desempleados, personas con deficiencias mentales y jóvenes adolescentes que se han ido de casa. Toronto tiene un problema de falta de viviendas sensiblemente mayor que muchas ciudades de tamaño similar. En 2003, 31 985 ciudadanos se alojaron al menos una vez en un albergue.
El número de sin techos que viven en las calles de la ciudad, en gradual crecimiento en los últimos años, es un gran problema para Toronto (especialmente los días de invierno, cuando la temperatura puede bajar hasta -30 °C durante la noche, si consideramos el factor del viento). La muerte de un sin techo en 2000 debido a una noche de frío intenso ha incentivado la construcción de refugios (en número insuficiente para cubrir la demanda) destinados a atender a tales sin techos, especialmente en los días de frío intenso, aunque poco más se ha hecho aparte de esto.

### Medio ambiente
Toronto sufre serios problemas ambientales. Las playas de la ciudad, a lo largo del lago Ontario, fueron con el correr del siglo XIX muy populares entre la población. Sin embargo, el desarrollo de la industria contaminó las aguas del litoral y las hizo altamente peligrosas para la salud humana. Durante la década de 1960 y la de 1970, se clausuraron muchas de las industrias contaminantes, y actualmente los bañistas frecuentan varias de las playas. Sin embargo, la contaminación del agua continúa siendo un problema, y no en vano se analizan regularmente las aguas de todas las playas durante de los días de verano, cerrando las playas con altos niveles de contaminación si fuese necesario.

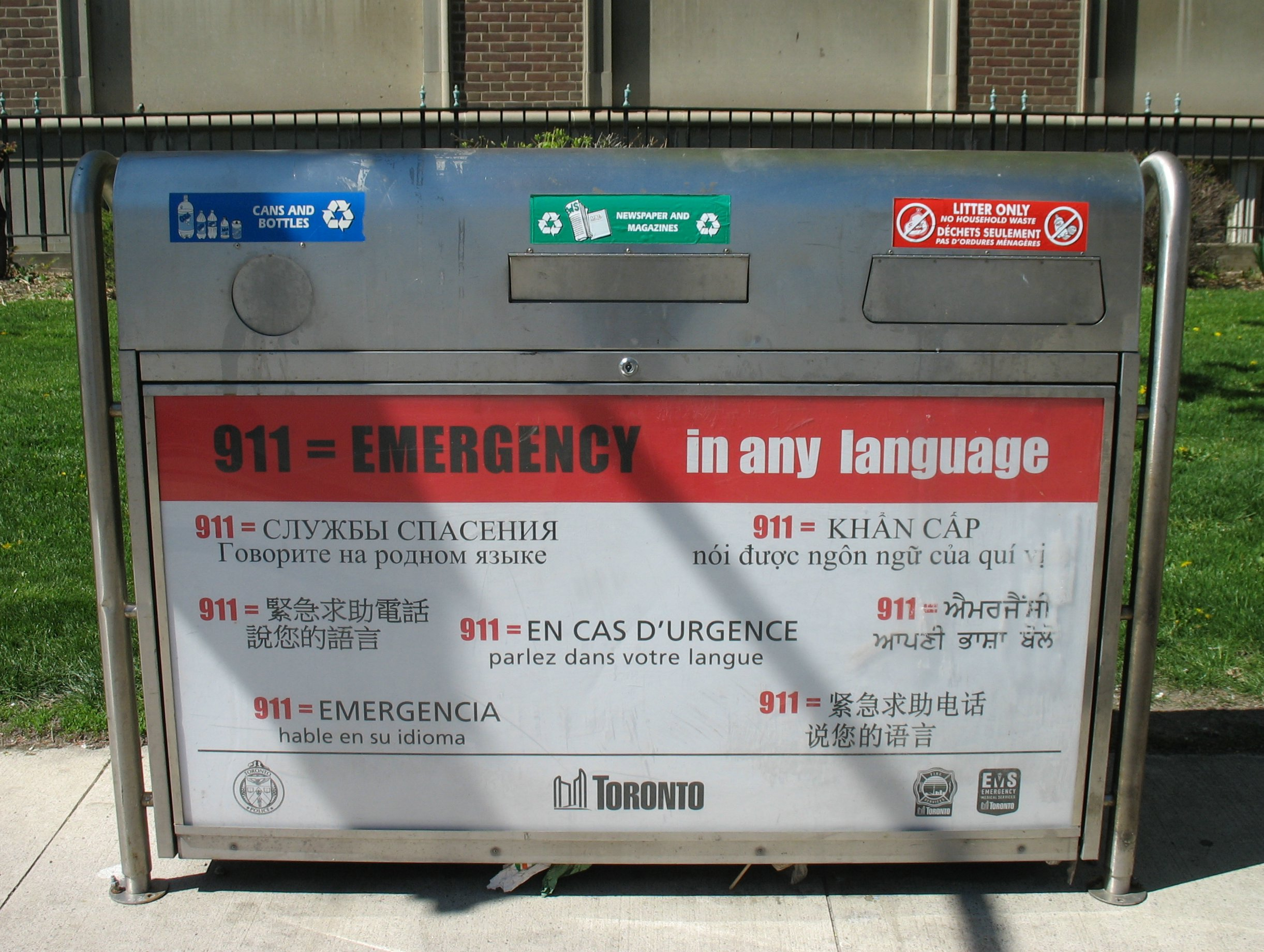
Un contenedor de basura reciclable tricolor multilingüe típico de Toronto.

Uno de los principales problemas de la ciudad es la basura. A medida en que el último vertedero de la ciudad, el Keele Valley, alcanzaba su capacidad máxima, el ayuntamiento vio que ninguna otra ciudad del sur de Ontario estaba dispuesta a comprar su basura. Aunque la ciudad ha firmado un acuerdo para depositar basura en la Adams Mine —una mina abandonada del norte de Ontario— cuando se clausurara el Keele Valley, tal acuerdo generó tanta controversia, que aumentaba a medida en que se acercaba la fecha prevista del cierre del Keele Valley, que el ayuntamiento decidió cancelarlo.
En 2002, cuando se clausuró el Keele Valley, el ayuntamiento de Toronto ya había firmado un nuevo acuerdo, en el que se establecía que toda la basura producida por la ciudad sería enviada a un vertedero localizado en el estado de Míchigan, en Estados Unidos. Hasta hoy, la basura producida en Toronto es transportada en camiones hasta Míchigan. El contrato expira en 2008, y se puede ampliar hasta 2010. Sin embargo, la creciente oposición de los habitantes y de la Cámara de Representantes de Míchigan provocó que la ciudad expandiese su sistema de reciclaje, y buscase lugares alternativos para almacenar la basura, ya que no tenía intenciones de extender el contrato más allá de 2008. A causa de la controversia, Carelton Farms, el vertedero de Míchigan bajo contrato con el ayuntamiento de Toronto, anunció en mayo de 2006 que ya no aceptaría residuos de la red de saneamiento, aunque continuaría aceptando basura doméstica. El 19 de septiembre de 2006, el ayuntamiento de Toronto anunció planes para comprar un vertedero de Londres, a un precio estimado en más de 500 millones de dólares. Sin embargo, dicho acuerdo, que generó una gran indignación por parte de muchos habitantes de Londres, aún necesita ser aprobado por el Consejo Municipal de Toronto. Si se aprueba, el vertedero tendrá capacidad para depositar la basura proveniente de Toronto durante cerca de 25 años, y se comenzarían a enviar los primeros depósitos de basura provenientes de Toronto alrededor de 2010.
Como programas alternativos, el ayuntamiento de Toronto unificó el sistema de reciclaje de la ciudad, introdujo programas que estimulan el reciclaje entre los ciudadanos, y un programa volcado hacia el reciclaje de materiales orgánicos, para generar compost, aunque este último programa ha sido criticado por su alto coste, tres veces más caro que el actual acuerdo con el vertedero de Míchigan. Aunque muchos habitantes están en contra de las incineradoras a causa de la supuesta alta contaminación que generan, la Municipalidad Regional de Peel está interesada en construir una, capaz de generar electricidad (la suficiente para abastecer a cinco mil hogares) a través de la incineración de la basura. Las municipalidades regionales de York y Durham tienen un programa conjunto aún más ambicioso. El centro de incineración propuesto por ambas sería capaz de abastecer hasta 200 000 hogares, y su construcción se podría iniciar en 2011.
Diversas empresas han propuesto convertir la basura en gas sintético, que podría usarse como combustible para generar electricidad (una propuesta afirmó que 100 000 toneladas de basura serían capaces de generar hasta 12 megavatios). Los residuos se filtrarían, y se podrían mezclar con asfalto para la construcción de vías públicas.

### Litoral

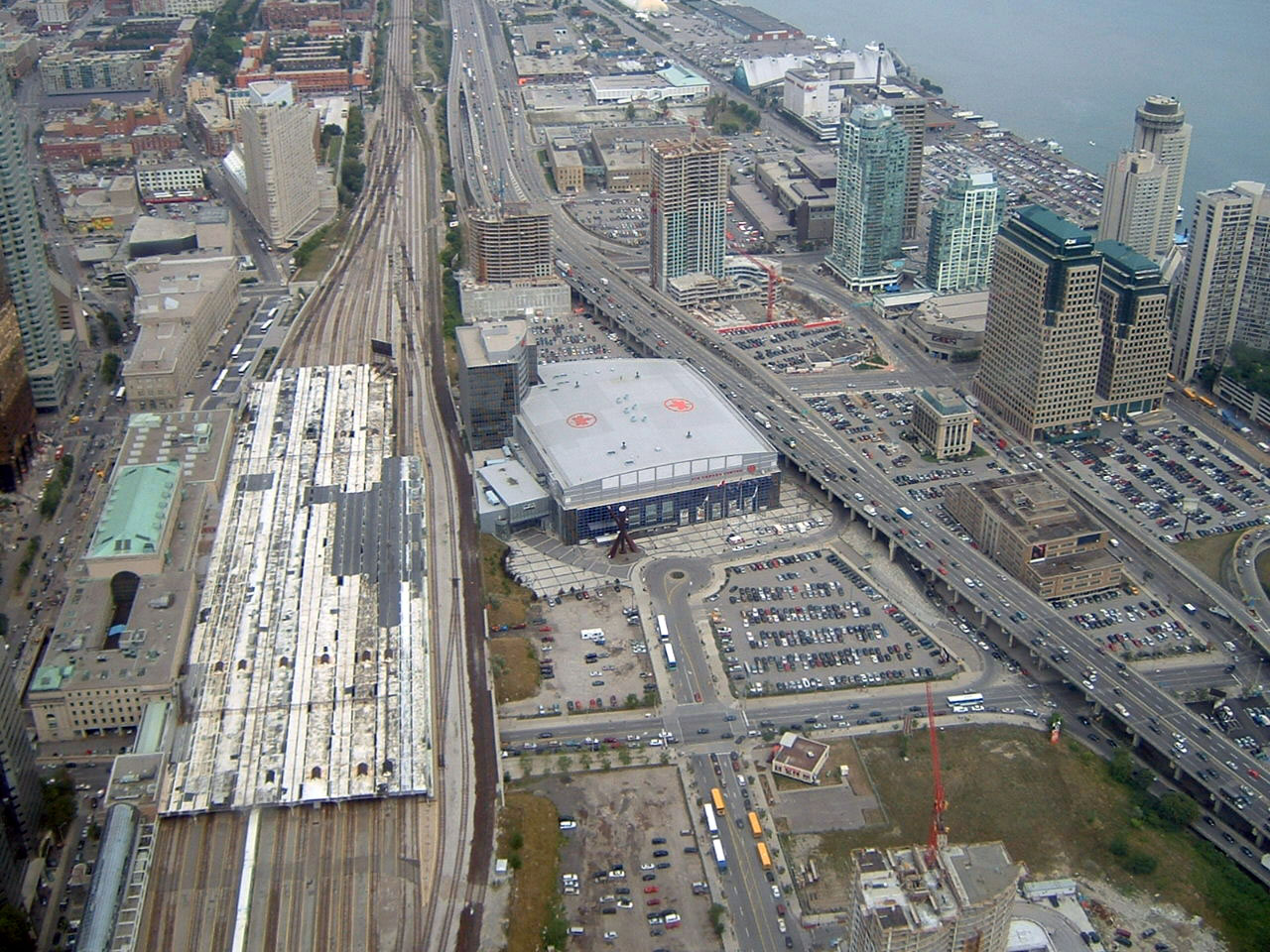
Vista de la Gardiner Expressway y de la Union Station desde la Torre CN.

Durante décadas, el litoral de Toronto junto al lago Ontario ha causado controversia en la ciudad. Gran parte de la ciudad —incluido su centro financiero— está separada de su litoral por la Gardiner Expressway y por una vía férrea, que discurren al sur de la ciudad. Anteriormente, las zonas localizadas próximas al litoral y al lado del centro financiero se usaban para fines industriales, lo que contribuía a esta separación.
Aunque la mayor parte de las fábricas han sido abandonadas, dando paso gradualmente a parques y zonas residenciales y comerciales, muchos argumentan que la construcción de muchos edificios próximos a lo largo del litoral (que continúa hasta los días actuales) mantiene e incluso agrava la separación de la ciudad de su litoral. Muchos proponen el soterramiento de los tramos de la Gardiner Expressway y de la vía férrea que corren próximos al litoral, aunque esta solución es improbable incluso a largo plazo, debido al elevado coste del proyecto. El 26 de septiembre de 2006, un consejo municipal recomendó la demolición de la Gardiner, entre la Spadina Avenue y la Don Valley Parkway, tramo localizado inmediatamente al sur del centro financiero de la ciudad. El tramo demolido sería sustituido por una ampliación del Lakeshore Boulevard, cuyo trazado discurre a lo largo de la Gardiner, en una vía de cinco carriles por sentido. El proyecto, cuyo coste estimado es de 758 millones de dólares canadienses, generó una gran controversia.
Otro tema polémico es el Aeropuerto Toronto City Centre, localizado en una isla artificial, a sólo 100 metros de distancia del continente. Muchos apoyan la construcción de un puente que conecte la isla con el aeropuerto, mientras que otros están en contra, ya que temen que un aumento en el tráfico en la región agrave el problema de la contaminación atmosférica. Actualmente, sólo se puede acceder al aeropuerto por una línea de ferry, la más corta del mundo. La isla en la que se sitúa cuenta con parques y viviendas, aunque no está permitido el tránsito directo de personas entre el aeropuerto y otras partes de la isla.

### Tráfico

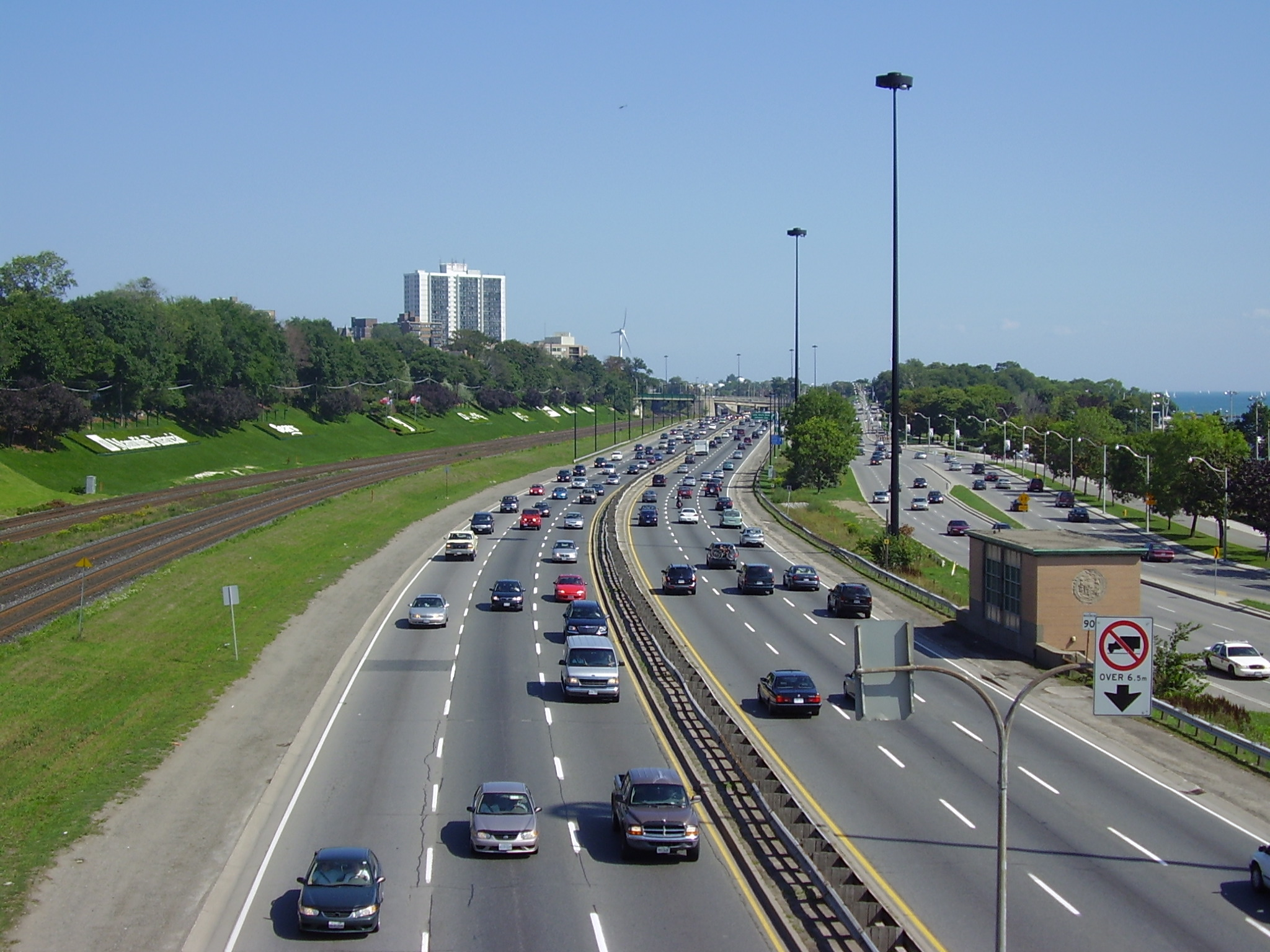
Vista de la Gardiner Expressway.

En las últimas décadas, el tráfico de vehículos en las calles y especialmente en las autopistas ha aumentado cada vez más. Sin embargo, la inversión de la ciudad y de la provincia en el mismo periodo en vías públicas y en el sistema de transporte público de la ciudad se ha limitado, dedicándose principalmente a pequeños proyectos en las autopistas de la ciudad. A causa de ello, el tráfico de vehículos en las vías públicas de la ciudad es difícil, especialmente en las horas punta, lo que genera grandes atascos y contaminación. Un estudio reciente estima el coste de los atascos para la economía de Toronto en seis mil millones de dólares canadienses. Las agencias de transporte y comercio alegan que los problemas de tráfico que sufre la ciudad se deben al hecho de que el sistema de autopistas urbanas, planeado en la década de 1950, nunca se completó, dejando enormes vacíos. Desde la cancelación de la Spadina Expressway en 1971, la oposición de la comunidad y del consejo municipal a la construcción de nuevas autopistas ha aumentado.
Ontario anunció en marzo de 2004 la creación de la Greater Toronto Transit Authority, un órgano de transporte público para toda el área metropolitana de Toronto, con el objetivo de facilitar la integración entre los diferentes sistemas de transporte público que operan en la metrópoli e incentivar iniciativas tales como la tarifa única. Al mismo tiempo, los gobiernos federal, provincial y municipal anunciaron que invertirían un total de mil millones de dólares en la TTC, el órgano que administra el sistema de transporte público de Toronto, que ha experimentado un estancamiento en la cantidad de pasajeros en las últimas décadas, si bien el número de pasajeros que utilizan el GO Transit ha aumentado gradualmente en los últimos años.

### Criminalidad
Toronto tiene una de las tasas de criminalidad más bajas del continente americano, en 2004 contaba con un promedio de 1,8 homicidios por cada 100 000 habitantes, alcanzándose la cifra de 314 homicidios. En comparación, Chicago, que tiene aproximadamente la misma población de Toronto, tuvo una tasa de 15,5 homicidios por cada 100 000 habitantes en aquel mismo año. Aun así, esta tasa aumentó en los años siguientes. La tasa de robo en la ciudad es de 115 por cada 100 000 habitantes. El mayor problema es la creciente presencia del tráfico ilegal de drogas en la ciudad y los enfrentamientos nocturnos (a veces incluso con tiroteos) entre diferentes bandas —que casi siempre tienen que ver con las drogas— que pueden resultar en heridos o en la muerte de miembros o de personas inocentes. Se ha contratado a especialistas en enfrentamientos de bandas de delincuentes para reducir estos problemas en las áreas de confrontación.
En 2005, la tasa de homicidios, en crecimiento desde 1996, disminuyó. Durante aquel año se registraron un total de 78 homicidios, la gran mayoría relacionados con el narcotráfico. Aun así, varios ciudadanos creen que Toronto ya no es una ciudad segura, especialmente por la noche en las calles, lugar y hora donde se producen la gran mayoría de los homicidios.

### Amenazas de ataques terroristas
Siendo el principal centro financiero del país, Toronto es considerada por muchos como un blanco en potencia para los terroristas. Los principales blancos dentro de la ciudad serían el sistema de transporte público, la bolsa de valores y los rascacielos. El 3 de junio de 2006, se detuvo a 19 personas acusadas de planear ataques terroristas en el sur de Ontario, incluyendo Toronto. Este grupo habría comprado tres toneladas de nitrato de amonio, que luego usarían para fabricar bombas. El grupo también habría planeado abrir fuego en multitudes y tomar estructuras importantes en la ciudad. A pesar del miedo, los investigadores dicen que el peligro de un atentado terrorista es mínimo.
El motivo del ataque sería la oposición talibán a la presencia canadiense en Afganistán, a medida en que las tropas canadienses localizadas allí ha sido blancos de ataques cada vez más frecuentes. Oficiales talibán han emitido avisos directos a Canadá, por primera vez desde el inicio de la Guerra contra el terrorismo.

## Área metropolitana
Las siguientes ciudades forman parte del área metropolitana de Toronto:

### Al oeste
Municipalidad Regional de Peel
- Brampton (325 428 habitantes).
- Caledon (50 595 habitantes).
- Mississauga (612 925 habitantes).

Municipalidad Regional de Halton
- Burlington (150 836 habitantes).
- Halton Hills (47 600 habitantes).
- Milton (47 500 habitantes).
- Oakville (144 738 habitantes).

### Al norte
Municipalidad Regional de York
- Aurora (40 167 habitantes).
- Markham (208 615 habitantes).
- Newmarket (65 788 habitantes).
- Richmond Hill (132 030 habitantes).
- Vaughan (182 022 habitantes).

### Al este
Municipalidad Regional de Durham
- Ajax (82 000 habitantes).
- Clarington (69 834 habitantes).
- Oshawa (150 000 habitantes).
- Pickering (92 000 habitantes).
- Whitby (110 000 habitantes).

## Apodos de la ciudad
- T.O.
- T-dot.
- The Big Smoke ("el gran humo"), debido a la niebla y que en ocasiones cubre la ciudad; otras ciudades de América del Norte también tienen este apodo.
- Hogtown.
- Toronto the good ("Toronto la buena") - Debido a la moralidad victoriana que imperaba en Toronto durante el siglo XIX.
- Hollywood North - Debido al gran número de programas de televisión y películas que se producen en la ciudad.
- The 416 - 416 es el prefijo telefónico de la ciudad.
- The Centre of the Universe o The Centre of the Canadian Universe ("El centro del universo canadiense") - apodo usado, muchas veces en sentido peyorativo, por los habitantes del oeste de Canadá.
- Hockeytown - Debido a la popularidad del hockey sobre hielo en la ciudad, y al equipo Toronto Maple Leafs ("las hojas de arce de Toronto").
- The 6 - Este apodo fue dado por el artista de rap Drake, el cual el año 2014 publica una canción titulada '6 God', desde ese entonces este apodo ha ganado mucha popularidad. El nombre The 6 está tomado de los códigos de área de la ciudad de Toronto los cuales son '647' y '416.'.

## Relaciones internacionales
| Ciudades colaboradoras - Chongqing, China (1986) - Chicago, Estados Unidos (1991) - Fráncfort del Meno, Alemania (1989) - Milán, Italia (2002) | Ciudades hermanadas - Ciudad Ho Chi Minh, Vietnam (2006) - Kiev, Ucrania (1991) - Quito, Ecuador (2006) - Sagamihara, Japón (1991) - Varsovia, Polonia (1990) - Lima, Perú (2006) |